# Nepal
Nepal (amtlicher deutscher Name; österreichisches Hochdeutsch: nur [ˈneːpal]; bundesdeutsches Hochdeutsch: auch [neˈpaːl]; Nepali नेपाल Nepāl) (anhörenⓘ) ist ein Binnenstaat in Südasien. Er liegt zwischen der Volksrepublik China und Indien und hat etwa 30 Millionen Einwohner, die über 100 verschiedenen Volksgruppen angehören und zu etwa 80 % Hindus sind.
In dem ehemaligen Königreich wurde am 28. Mai 2008 die Republik ausgerufen. Die Situation bezüglich Demokratie und Menschenrechten hatte sich dadurch ein wenig gebessert, ist aber bis heute durchwachsen. 2021 erlitt Nepal eine Verfassungskrise.

## Geographie

### Lage
Nepal befindet sich in Südasien und erstreckt sich ca. vom 26. bis 30. nördlichen Breiten- und vom 80. bis 88. östlichen Längengrad. Nepal umfasst eine Fläche von 147.516 Quadratkilometern, wovon etwa 143.000 Quadratkilometer Landfläche und die restlichen 4.000 Quadratkilometer Binnengewässer sind. Die Ost-West-Ausdehnung beträgt 885 Kilometer und die maximale Nord-Süd-Ausdehnung, die in Westnepal erreicht wird, rund 241 Kilometer. Nepal liegt zwischen der Region Tibet im Norden und Indien im Süden. Nepal grenzt (von West nach Ost) an die indischen Bundesstaaten Uttarakhand, Uttar Pradesh, Bihar, Westbengalen sowie an das der Indischen Union beigetretene ehemalige Königreich Sikkim an.
Im Norden und im Osten liegt ein Großteil des Himalaya-Gebirges, unter anderem der Mount Everest, dessen Gipfel mit 8848 Metern den höchsten Punkt der Erde darstellt. Sieben der weiteren zehn höchsten Berge der Erde befinden sich ebenfalls in Nepal. Der tiefste Punkt dagegen liegt auf 70 Meter bei Kencha Kalan (Kechana Kawal im Distrikt Jhapa) im äußersten Südosten Nepals. Über 40 Prozent der Landesfläche liegen über 3000 Meter.

### Himalaya
Der Himalaya ist erdgeschichtlich mit etwa 45 Millionen Jahren ein relativ junges Faltengebirge, daher ist es weniger durch Erosion abgerundet und geglättet als andere Gebirge. Die Flüsse münden nicht alle in den Ganges, die größten entspringen aber nördlich der Himalaya-Hauptkette und haben sich während der Gebirgshebung antezedente Durchbruchstäler gegraben. Das des Kali Gandaki ist mit etwa 6000 Metern – gemessen an den sich dort gegenüberstehenden Achttausendern Dhaulagiri (8167 m) und Annapurna (8091 m) – das tiefste Tal der Erde.
Dieses gesamte Gebiet ist kaum besiedelt und ein beliebtes Reiseziel für Trekkingtouristen und Bergsteiger. Der fortschreitende Straßenbau schränkt den Trekkingtourismus aber immer mehr ein.
Von 1950 bis 2005 verunglückten im nepalesischen Himalaya 832 Bergsteiger tödlich, etwa jeder hundertste Expeditionsteilnehmer auf Bergen ab 6000 Meter Höhe.

### Gliederung des Landes
Naturräumlich lässt sich Nepal in drei Hauptregionen gliedern, das südliche Terai, das Mittelland und die Hochgebirgsregion. Mit dieser Gliederung sind auch sozioökonomische, kulturelle und ethnische Aspekte verbunden.
| Kathmandu |

| Pokhara |

| Lalitpur |

| Biratnagar |

| Birganj |

| Dharan |

| Bharatpur |

| Janakpur |

| Dhangadhi |

| Butwal |

| Nepalganj |

| Bhim Datta |

| Mount Everest |

| VOLKSREPUBLIK CHINA |

| INDIEN |

#### Das Terai
Das Terai bildet den nepalesischen Teil der Gangestiefebene. Es hat sich in den vergangenen 50 Jahren zu einem bedeutenden Wirtschafts- und Siedlungsraum entwickelt. Obwohl das Terai nur 14 % der Landesfläche ausmacht, leben dort 47 % der Einwohner. Fruchtbare, wenig erosionsgefährdete Böden und ganzjährig frostfreies Klima sowie gute Bewässerungsmöglichkeiten machen das Terai zur landwirtschaftlich wertvollsten Region.
In dieser Ebene befinden sich auch nahezu alle Industrieansiedlungen außerhalb des Kathmandutals. Durch das Terai verläuft der Mahendra-Highway als einzige Straße, die eine Ost-West-Verbindung ermöglicht. Neun Inlandsflughäfen befinden sich im Terai und bieten eine direkte Fluganbindung mit Kathmandu.

#### Das Mittelland
Die Siwaliks und die Mahabharata-Kette bilden den Übergang vom Terai zum Mittelland, das Höhen bis circa 3000 Meter erreicht. Das Mittelland hat ein sehr stark strukturiertes Relief. Faktoren wie Mikroklima, Böden und Geomorphologie variieren im Mittelland auf kleinem Raum, sodass sich auch die Bedingungen für die Besiedlung und Landwirtschaft stark unterscheiden. Dennoch stellt das Mittelland das altbesiedelte Kernland Nepals dar. Im Mittelland leben auf 30 % der Landesfläche 45 % der Bevölkerung.
Durch die hohe Reliefenergie ist das Mittelland hochgradig verkehrsfeindlich. Lange Zeit verfügten nur das Kathmandu- und das Pokhara-Tal über eine Straßenanbindung, wobei Kathmandu erst in den 1950er und Pokhara in den 1970er Jahren Straßenanschlüsse erhielten, Tribhuvan Rajmarg (Nepali: त्रिभूवन राजमार्ग) und Prithvi Rajmarg (Nepali: पृथ्वी राजमार्ग). Der Mahendra Rajmarg (Nepali: महेन्द्र राजमार्ग), die erste nationale Längsverbindung von Mechinagar bis Bhim Datta entstand schrittweise im Terai ab den 1960er Jahren und wurde erst 1996 durchgängig auf gut 1000 km fertiggestellt. Weitere Landesteile des Mittellandes wurden von dieser Straße aus über Stichstraßen erschlossen, von denen der Mechi Rajmarg (Ilam), der Dharan-Dhankuta-Rajmarg, der Ratna Rajmarg (Birendranagar) und der Mahakali Rajmarg (Amargadhi) die wichtigsten sind. Zahlreiche weitere Stichstraßen folgten und die bestehenden werden stetig und mit Hochdruck nach Norden verlängert. Zurzeit entsteht eine Längsverbindung durch das Mittelland, die in zahlreichen Abschnitten, aber noch nicht durchgehend, fertiggestellt ist.
Kathmandu verfügte mit dem Flughafen Kathmandu lange Zeit über den einzigen internationalen Flughafen des Landes. Mit dem Gautam Buddha International Airport in Siddharthanagar und dem Internationalen Flughafen Pokhara eröffneten 2022 und 2023 zwei weitere.

#### Die Hochgebirgsregion

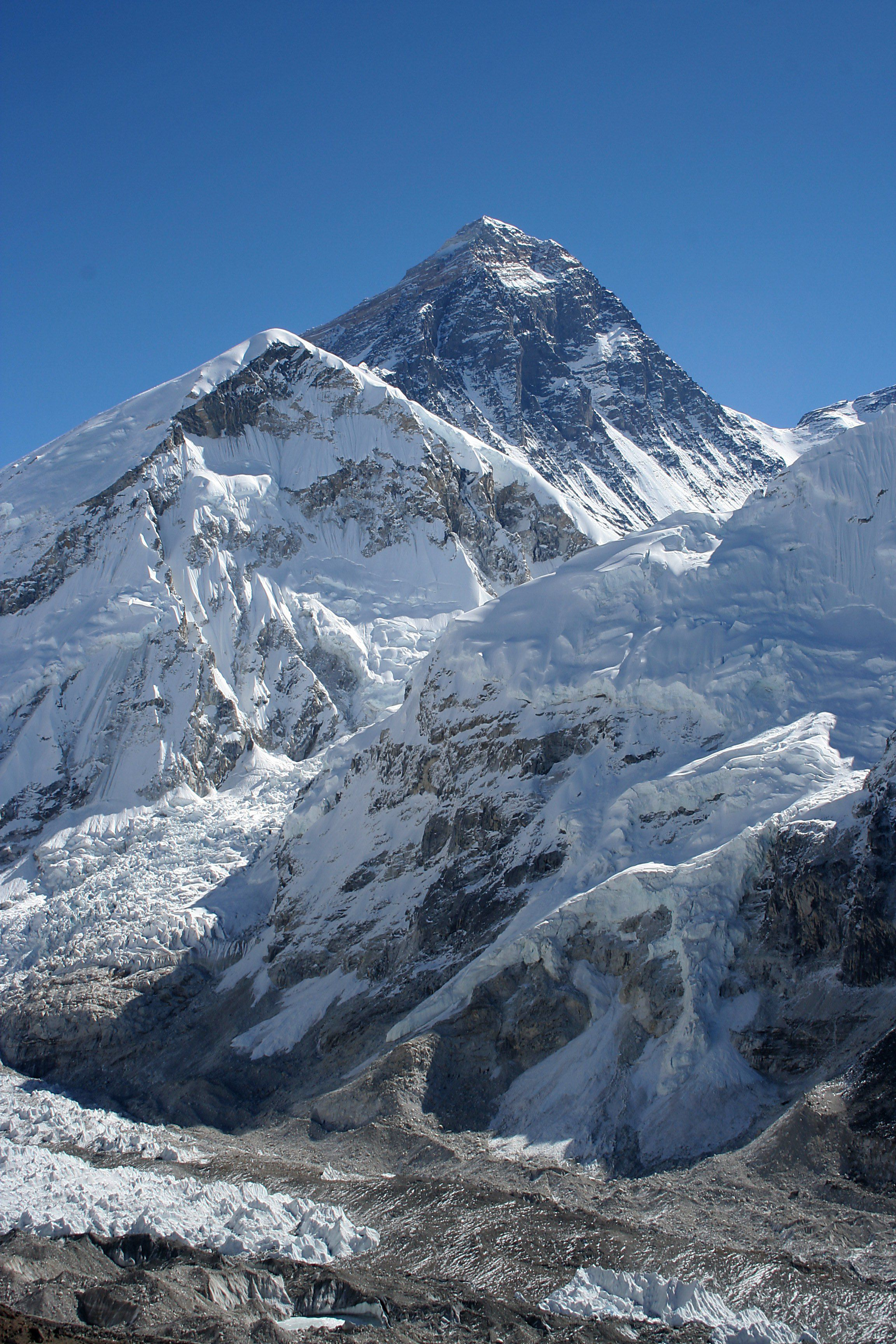
Mount Everest

In den Talflächen konzentrieren sich fast alle Siedlungen der Hochgebirgsregion. Sommersiedlungen mit Weidewirtschaft reichen bis 5000 Meter. Die extrem hohe Reliefenergie und die hohen Monsunniederschläge (über 5000 Millimeter) an den Südhängen tragen zur Bodenerosion bei und machen Landwirtschaft schwierig.
Die im Regenschatten liegenden Nordseiten der Hauptkette erhalten hingegen sehr wenig Niederschlag (unter 200 Millimeter), sodass Landwirtschaft kaum möglich ist. Forst- und Waldwirtschaft sind wichtige Standbeine der bäuerlichen Subsistenzwirtschaft im Gebirge. Insgesamt ist die Hochgebirgsregion Nahrungsmitteldefizitgebiet. Die wichtigste externe Einnahmequelle ist der Tourismus. Es gibt bisher nur eine Stichstraße aus dem Süden, nämlich nach Jomsom und Muktinath, allerdings noch nicht ausgebaut. Die einzige Straße, die das Hochgebirge in Nepal durchquert und somit auch die einzige Landverbindung Nepals nach China, ist der Arniko Rajmarg (Nepali: अरनिको राजमार्ग) von Kathmandu nach Tibet; sie ist jedoch seit Jahren wegen zahlreicher Erdrutsche auf tibetischer Seite schwer passierbar. Die über die Region verteilten zahlreichen Landepisten und Flugplätze stellen eine wichtige Verkehrsverbindung mit dem übrigen Landesteil dar; die wichtigsten davon sind Jomsom, Jimikot, Dolpa und Lukla.
Als Konsequenz ist das Laufen zu Fuß, wie auch im Mittelland, nach wie vor eine wichtige Fortbewegungsart. Tendenziell sind die Hochgebirgsregionen schlechter entwickelt als der Rest des Landes. Insbesondere in den westlichen Teilen der Hochgebirgsregionen ist der Index der menschlichen Entwicklung deutlich geringer als im Landesdurchschnitt. Er weicht um 15 % vom Durchschnitt ab.

#### Hydrologie
Nepal gehört überwiegend zu drei etwa gleich großen Einzugsgebieten, nämlich die der Karnali (Oberlauf der Ghaghara in Indien), der Narayani und des Koshi. Die Karnali entwässert den größten Teil des westlichen Nepal, die Narayani den mittleren Teil Nepals und der Koshi den Osten des Landes. Nicht zu diesen Einzugsgebieten gehört lediglich der Mahakali, Grenzfluss im Westen, der weitgehend die Mahakali Zone entwässert. Alle größeren Flüsse des Landes münden direkt oder indirekt in einen der drei erstgenannten Flüsse: Seti, Bheri, westlicher Rapti, Tila, Thuli Bheri, Humla Karnali, Mugu Karnali in den Karnali, Kali Gandaki, Seti Gandaki, Madi Khola, Marsyangdi, Budhigandaki, Trishuli, Bagmati und östlicher Rapti in den Narayani sowie Indrawati, Sunkoshi, Tamakoshi, Likhu Khola, Dudh Koshi, Arun und Tamor in den Koshi.

### Städte

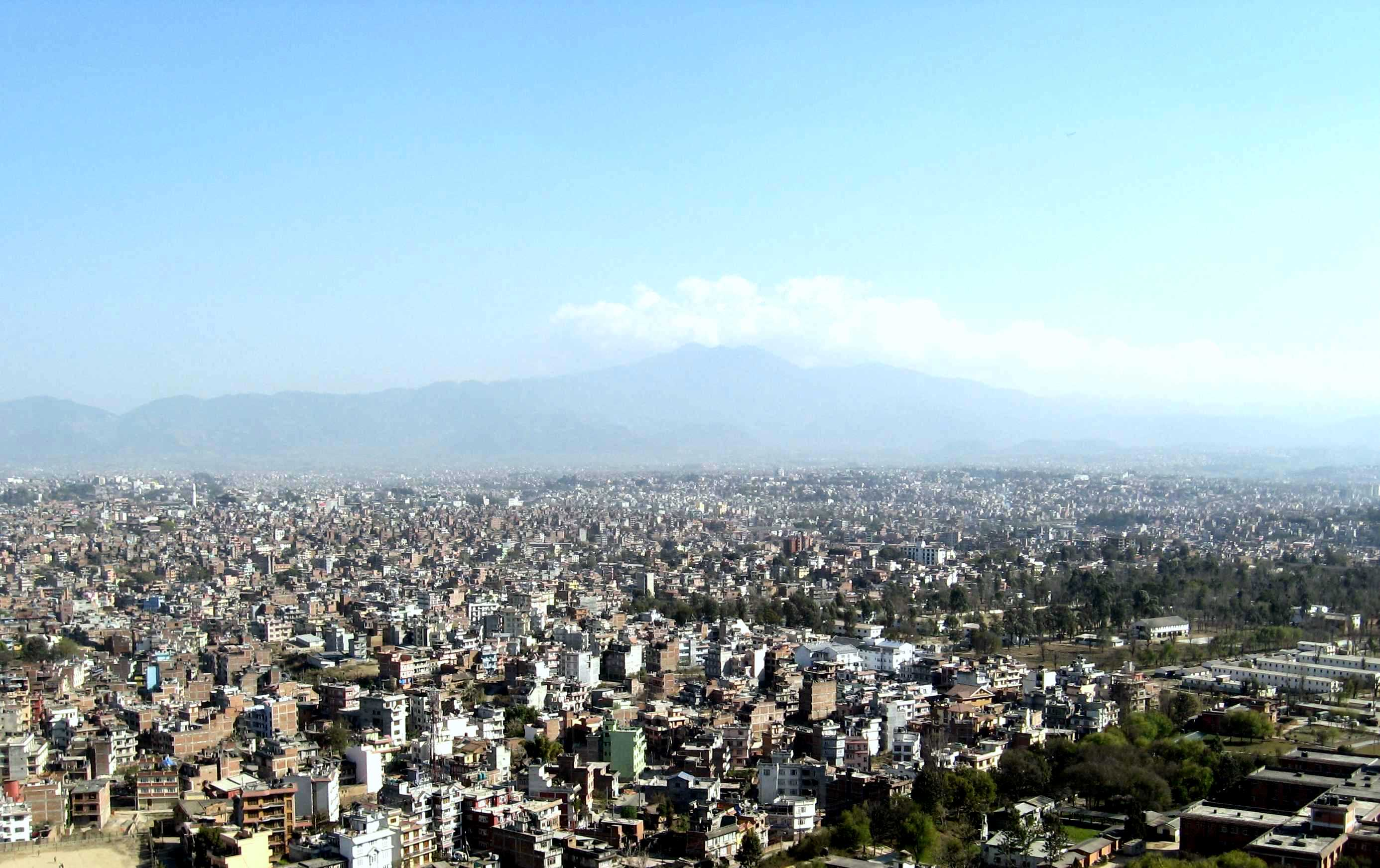
Blick über Kathmandu

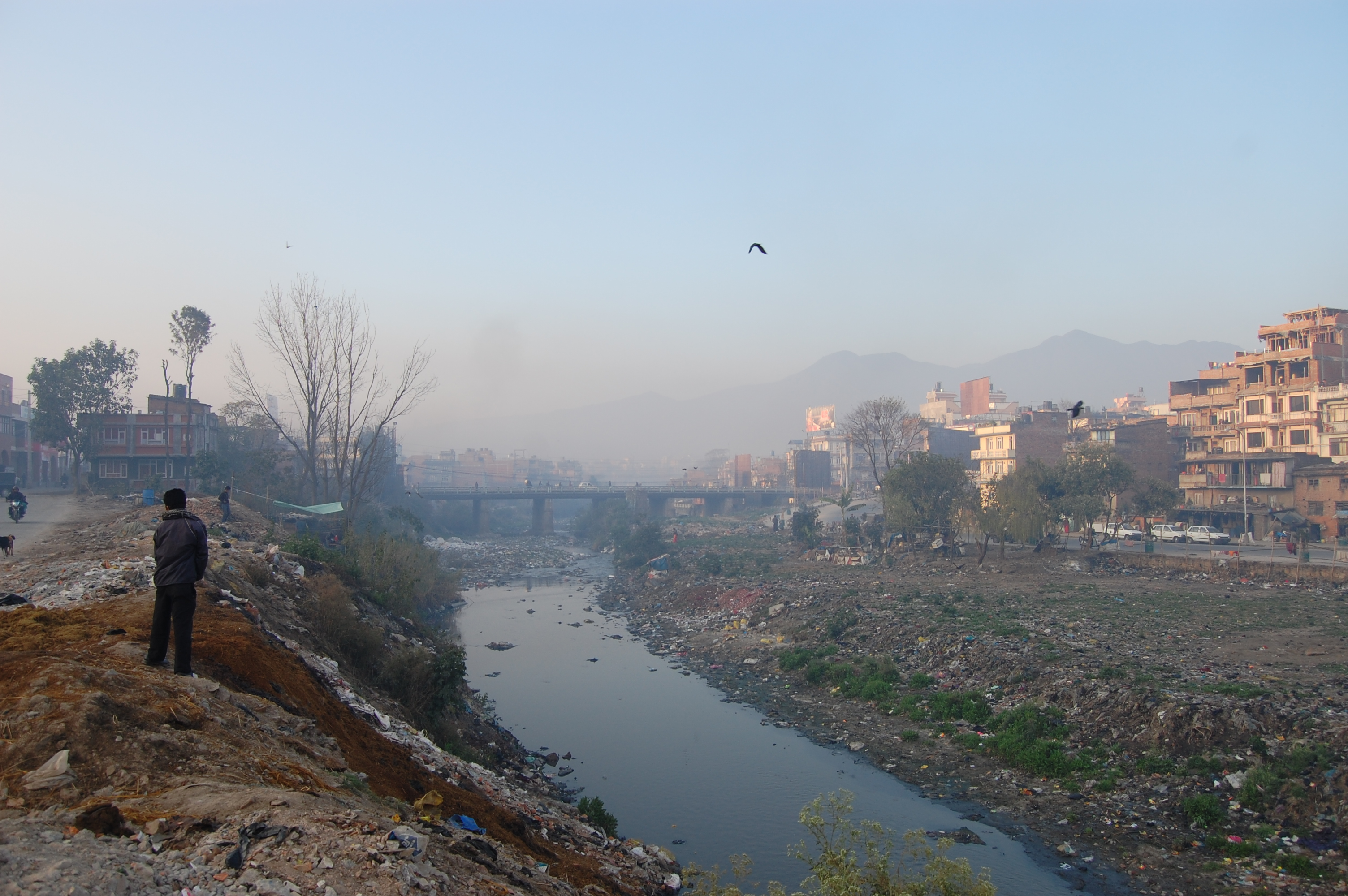
Verschmutzte Flussläufe in Kathmandu

Die Bevölkerung Nepals ist bis heute zum größten Teil ländlich und bäuerlich geprägt. Im Jahr 2023 lebten 22 Prozent der Einwohner Nepals in Städten. womit das Land im weltweiten Vergleich einen sehr niedrigen Anteil von Stadtbewohnern hat. Die Verstädterung ist jedoch in den letzten Jahren stark angestiegen, die Zuwachsraten in diesem Bereich liegen bei 3,5 % pro Jahr und höher.
Nepal wurde bis Anfang der 1990er Jahre bis hinunter auf die lokale Ebene zentral regiert. Im Rahmen der Demokratisierung und Dezentralisierung wurden in mehreren Schüben die Kommunen in die Selbstständigkeit entlassen. Die „Stadtrechte“ mit den Titeln nagar-palika und up-maha-nagar-palika bis zu maha-nagar-palika werden somit von der Regierung erteilt.
Bis auf Kathmandu fehlt es in allen Städten mehr oder weniger an Ressourcen und die Selbstverwaltung kann daher nur schwer umgesetzt werden. Darüber hinaus gibt es in der Landesverwaltung noch immer starke zentralistische Strukturen, die im Widerspruch zur angestrebten kommunalen Selbstverwaltung stehen.
Je nach Größe und Finanzkraft der Kommune gibt es drei verschiedene Grade der Selbstverwaltung. Am meisten Kompetenzen erhält die maha-nagar-palika, von dieser Kategorie gibt es in Nepal nur eine Stadt: Kathmandu. Die nächste Stufe ist die up-maha-nagar-palika. Dazu gehören Lalitpur, Pokhara und zwei weitere Städte. Die unterste der drei Stufen ist die nagar-palika.
Weitere Bedingungen für die Selbstständigkeit, wie beispielsweise bestimmte infrastrukturelle Einrichtungen oder die Straßenanbindung, sind in etlichen Fällen, zumindest ganzjährig, nicht gegeben. Dass diese Kommunen zu selbständigen Städten erklärt wurden, hat regionalplanerische und politische Gründe. Daher ist die statistische Stadtbevölkerung Nepals eine zum Teil politische Größe und nicht unbedingt ein Maß für den tatsächlichen Grad der Verstädterung des Landes.
Die drei größten Städte liegen im Gebirge, aber die Mehrzahl der Kommunen befindet sich im Terai. Bei den übrigen Kommunen in den Bergen handelt es sich vielfach um kleinste Bergstädtchen, die durch Hinzuziehung von umliegenden Dörfern annähernd auf 20.000 Einwohner kommen. Dass es sich bei einer Anzahl von ihnen nicht um städtische Zentren handelt, zeigt auch ihre vergleichsweise kleine Wachstumsrate.
Neben der hohen Landfluchtrate verzeichnet Nepal eine Schwerpunktverlagerung der Bevölkerung vom Gebirge in das Terai. In diesem Flachlandstreifen entlang der Grenze zu Indien lebt bereits mehr als die Hälfte der Landesbevölkerung, dort entstehen derzeit auch die meisten neuen Städte.
Größtes Bevölkerungszentrum war und ist nach wie vor das Kathmandu-Tal mit der Doppelstadt Kathmandu/Lalitpur (Patan), der kleineren Nachbarstadt Bhaktapur und einigen kleinen Städten wie Madhyapur Thimi und Kirtipur. Zu diesem Ballungsraum gehören noch einige kleinere Städte in der Nähe des Tales, nämlich Banepa, Dhulikhel und Panauti. Das Kathmandu-Tal ist weitgehend zersiedelt und die völlige, fast immer unplanmäßige Vereinnahmung als Siedlungsfläche ist abzusehen. Die Gegend um Kathmandu hat heute eine Bevölkerungszahl von etwas mehr als 1,5 Millionen.
Das zweite größere Bevölkerungszentrum in den Bergen, das ebenfalls überdurchschnittliche Wachstumsraten hat, ist das Pokharatal mit den Städten Pokhara und Lekhnath, deren Bevölkerungszahl bereits die 200.000-Einwohner-Grenze überschritten hat. Ansonsten gibt es in den Gebirgsregionen verstreut nur noch einige kleinere nennenswerte Städte (von Ost nach West):
- Ilam
- Dhankuta
- Bhimeshwar
- Gorkha (vormals Prithvinarayan)
- Tansen
- Putalibazar
- Ghorahi (vormals Tribhuvannagar)
- Tulsipur
- Birendranagar
- Dipayal Silgadhi

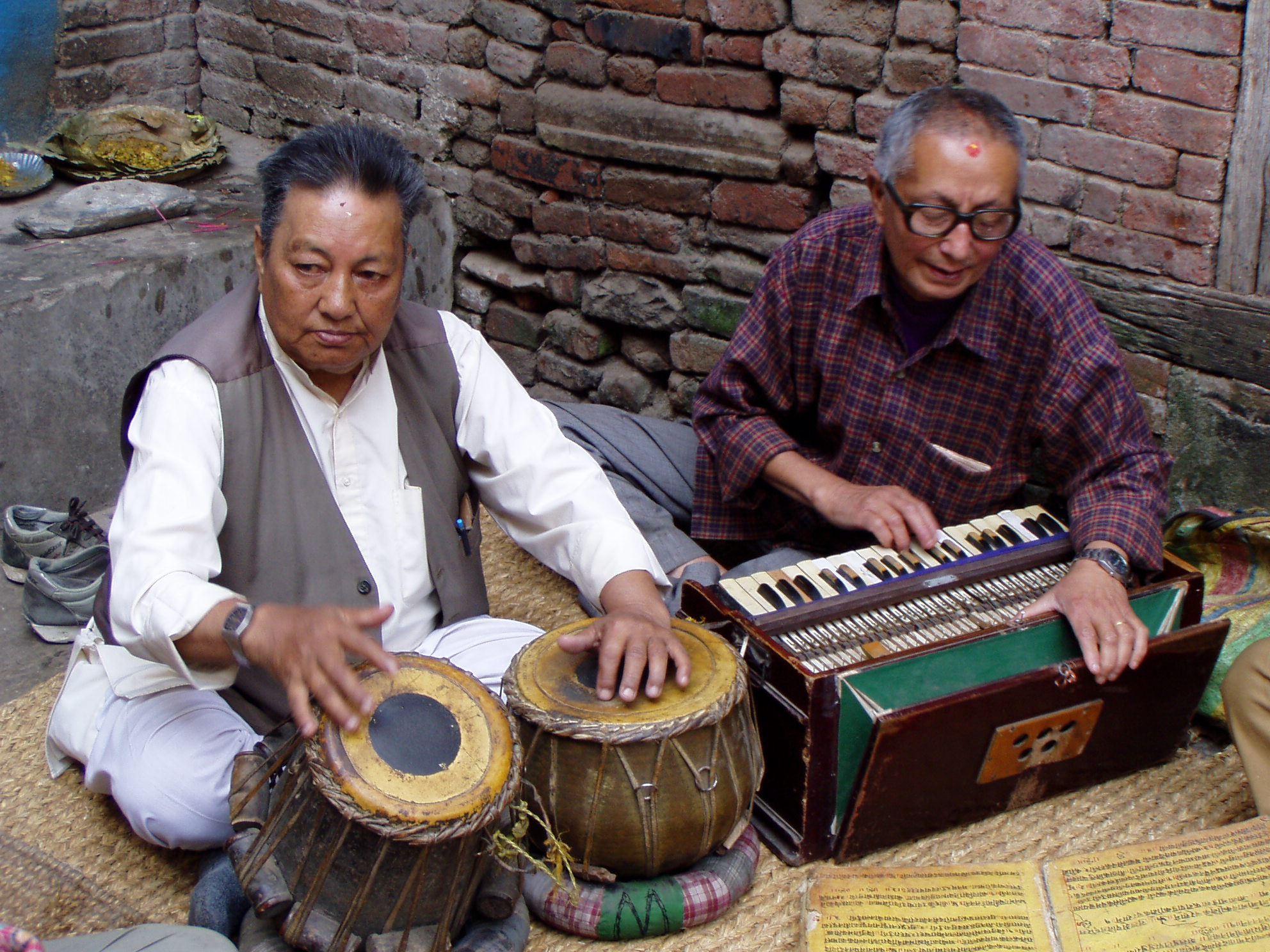
Bhajan-Sänger mit Tabla und einem indischen Harmonium in der Altstadt von Kathmandu

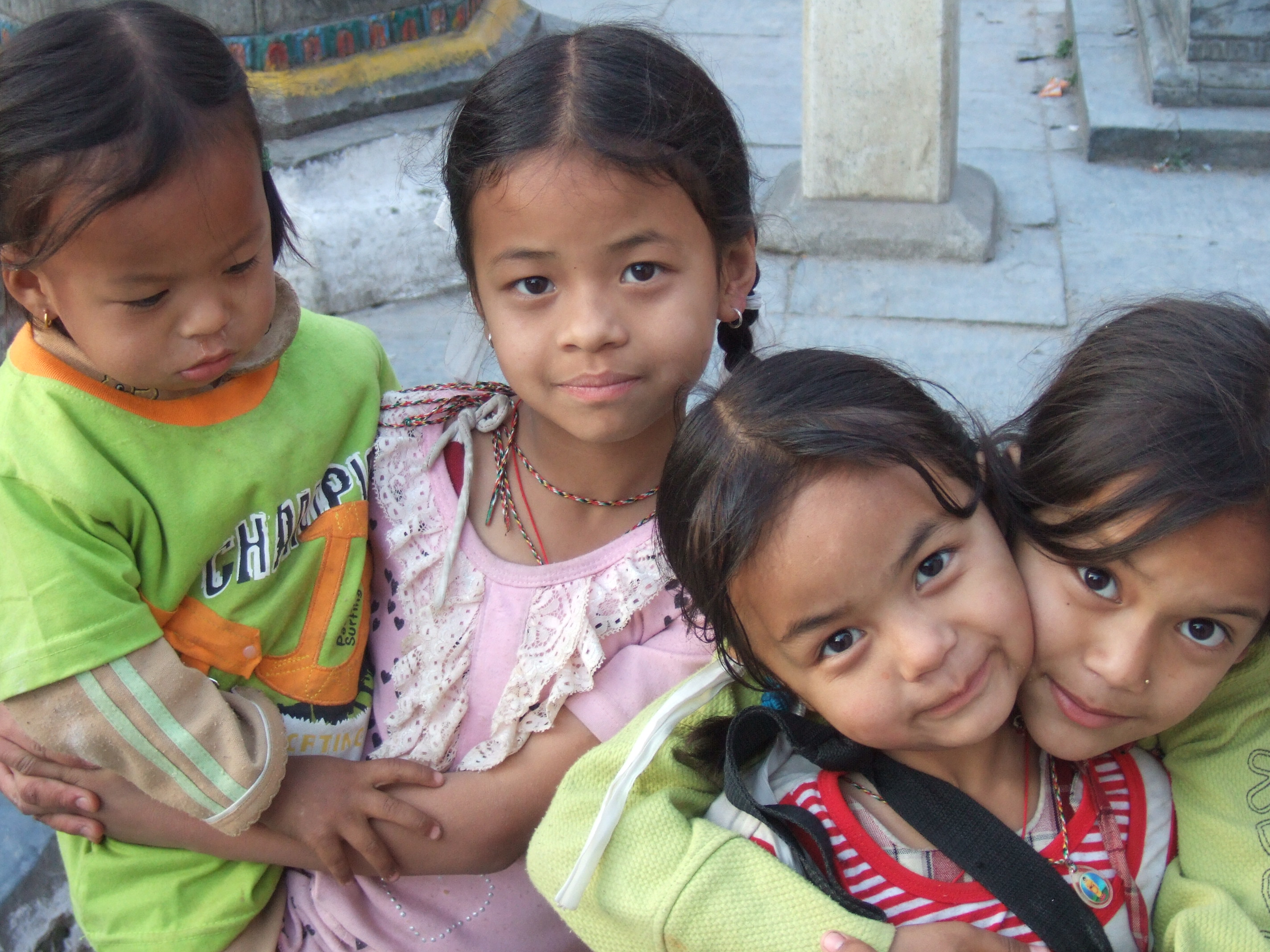
Kinder in Kathmandu (2011)

Darüber hinaus befinden sich die übrigen größeren Städte des Landes im Terai (von Ost nach West):
- Mechinagar
- Biratnagar
- Dharan
- Itahari
- Rajbiraj
- Triyuga
- Janakpur
- Birganj
- Hetauda
- Bharatpur
- Ramgram
- Butwal
- Siddharthanagar
- Nepalganj
- Gulariya
- Tikapur
- Dhangadhi
- Bhim Datta (vormals Mahendranagar)

Die Namensänderungen einiger Städte in jüngerer Zeit sind darauf zurückzuführen, dass die Gebietskörperschaft mit der Inkorporation einen neuen Namen erhielt. Prominente Beispiele dafür sind der bekanntere Ort Gorkha, die Kommune hieß bis 2009 offiziell Prithivinarayan, wurde dann aber nach dem Kernort Gorkha umbenannt. Die alte Königsstadt Patan bei Kathmandu heißt heute offiziell Lalitpur. Die alten Namen sind aber weiterhin gebräuchlich.

## Bevölkerung

### Demografie

Bevölkerungsentwicklung in Millionen Einwohnern

Nepal hatte 2023 30,9 Millionen Einwohner. Das jährliche Bevölkerungswachstum betrug + 1,1 %. Zum Bevölkerungswachstum trug ein Geburtenüberschuss (Geburtenziffer: 20,2 pro 1000 Einwohner vs. Sterbeziffer: 6,7 pro 1000 Einwohner) bei. Die Anzahl der Geburten pro Frau lag 2022 statistisch bei 2,0, die der Region Süd-Asien betrug 2,2. Die Lebenserwartung der Einwohner Nepals ab der Geburt lag 2022 bei 70,5 Jahren. Der Median des Alters der Bevölkerung lag im Jahr 2021 bei 23,7 Jahren. Im Jahr 2023 waren 28,5 Prozent der Bevölkerung unter 15 Jahre, während der Anteil der über 64-Jährigen 6,2 Prozent der Bevölkerung betrug.

### Bevölkerungsstruktur
Nepal ist ethnisch und kulturell ein Minoritätenmosaik. Bei einer Volkszählung im Jahre 2001 wurden über 100 verschiedene ethnische Gruppen und Kasten sowie 124 verschiedene Sprachen und Dialekte gezählt (von denen die meisten vom Aussterben bedroht sind).
Das nepalesische Kastensystem ist nach wie vor als gesellschaftliches Phänomen vorhanden, wenn auch die Regeln heute weniger strikt ausgelegt werden und die Diskriminierung einzelner Kasten mit der Verfassung von 1962, die von einer Hindu-Monarchie sprach, für unrechtmäßig erklärt wurde. Kastengrenzen sind teilweise durchlässig, ferner überschneiden sich die Kategorien ethnischer Zugehörigkeit und der Kasten oder hängen von der Perspektive des Betrachters ab.
Das ethnische Mosaik Nepals besteht hauptsächlich aus indoarischen und tibeto-birmanischen Volksgruppen. Viele der Volksgruppen sind Nachkommen von Flüchtlingen, die sich einst nach Nepal zurückgezogen hatten.
Beispielsweise wanderten die Sherpa ab den Jahren 1500 n. Chr. aus der chinesischen Provinz Sichuan aus dem Osten nach Nepal ein. Der Ursprung mancher Ethnien ist umstritten oder gar unbekannt, beispielsweise der Newar oder der Tharu.
Die folgende Tabelle soll einen Überblick über die sieben größten Bevölkerungsgruppen in Nepal geben:
| Ethnie                   | Prozent an der Gesamtbevölkerung | Ursprüngliche Heimat in Nepal        | ethnische Gruppe                                         |
| ------------------------ | -------------------------------- | ------------------------------------ | -------------------------------------------------------- |
| Chhetri (Hill Kshatriya) | 16,6 %                           | im gesamten Land                     | indo-arisch                                              |
| Bahun (Hill Brahmin)     | 12,2 %                           | im gesamten Land                     | indo-arisch                                              |
| Magar                    | 7,1 %                            | mittelwestliches Hügelland           | tibeto-birmanisch                                        |
| Tharu                    | 6,6 %                            | westliches Terai                     | vermutlich tibeto-birmanisch, indo-arisch und dravidisch |
| Tamang                   | 5,8 %                            | Kathmandutal und zentrales Hügelland | tibeto-birmanisch                                        |
| Newar                    | 5,0 %                            | Kathmandutal                         | tibeto-birmanisch                                        |
| Kami                     | 4,8 %                            |                                      |                                                          |

Außerdem sind die Volksgruppen der Gurung, der Sherpa, der Limbu und der Rai erwähnenswert.
44,6 % der Gesamtbevölkerung sind laut der Volkszählung von 2011 Nepali-Muttersprachler. Weitere wichtige Sprachen sind: Maithili (11,7 %), Bhojpuri (6,0 %), Tharu (5,8 %), Tamang (5,1 %), Newari (3,2 %) und Bajjika (3,0 %).

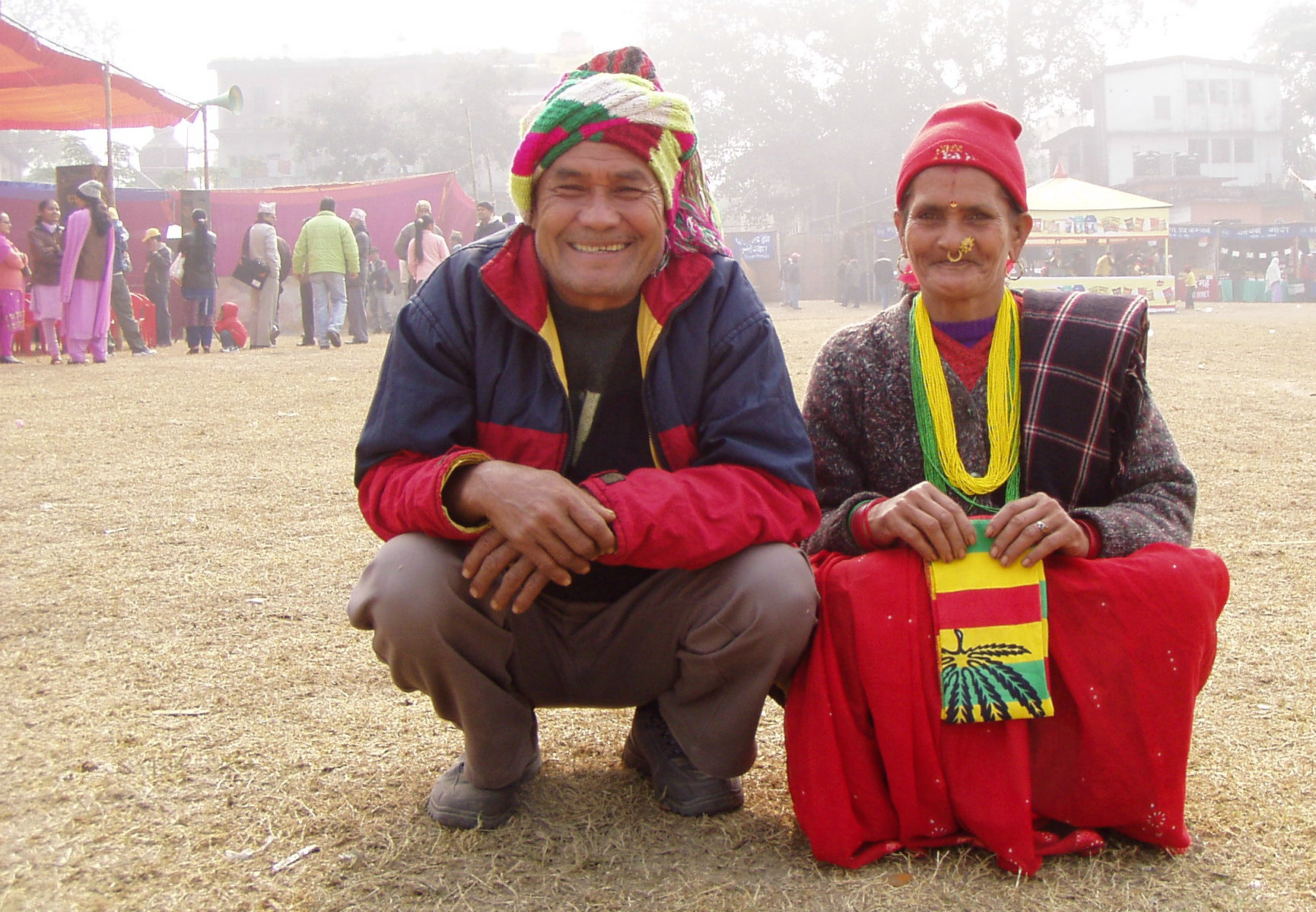
Ehepaar
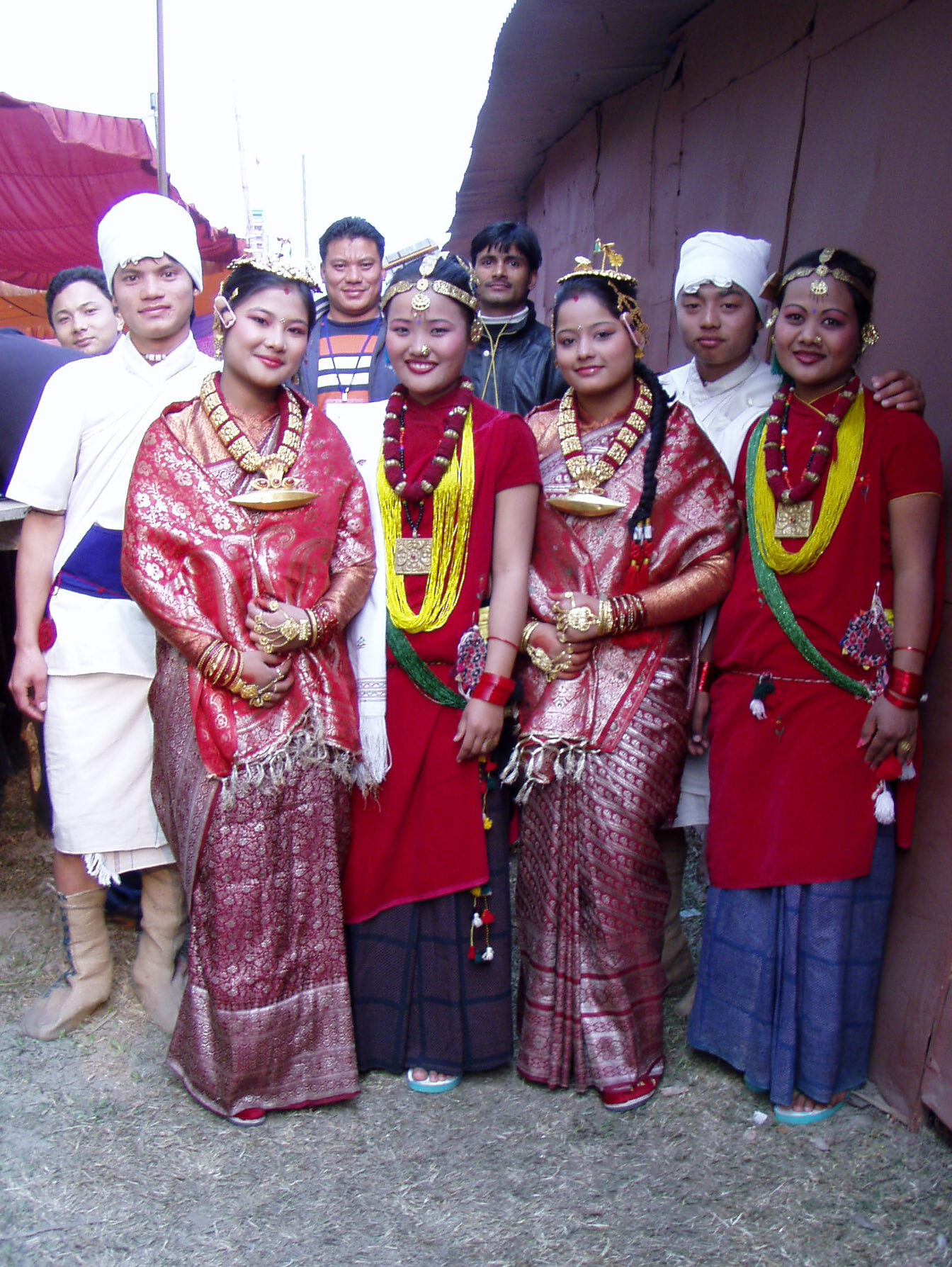
Volkstanzgruppe
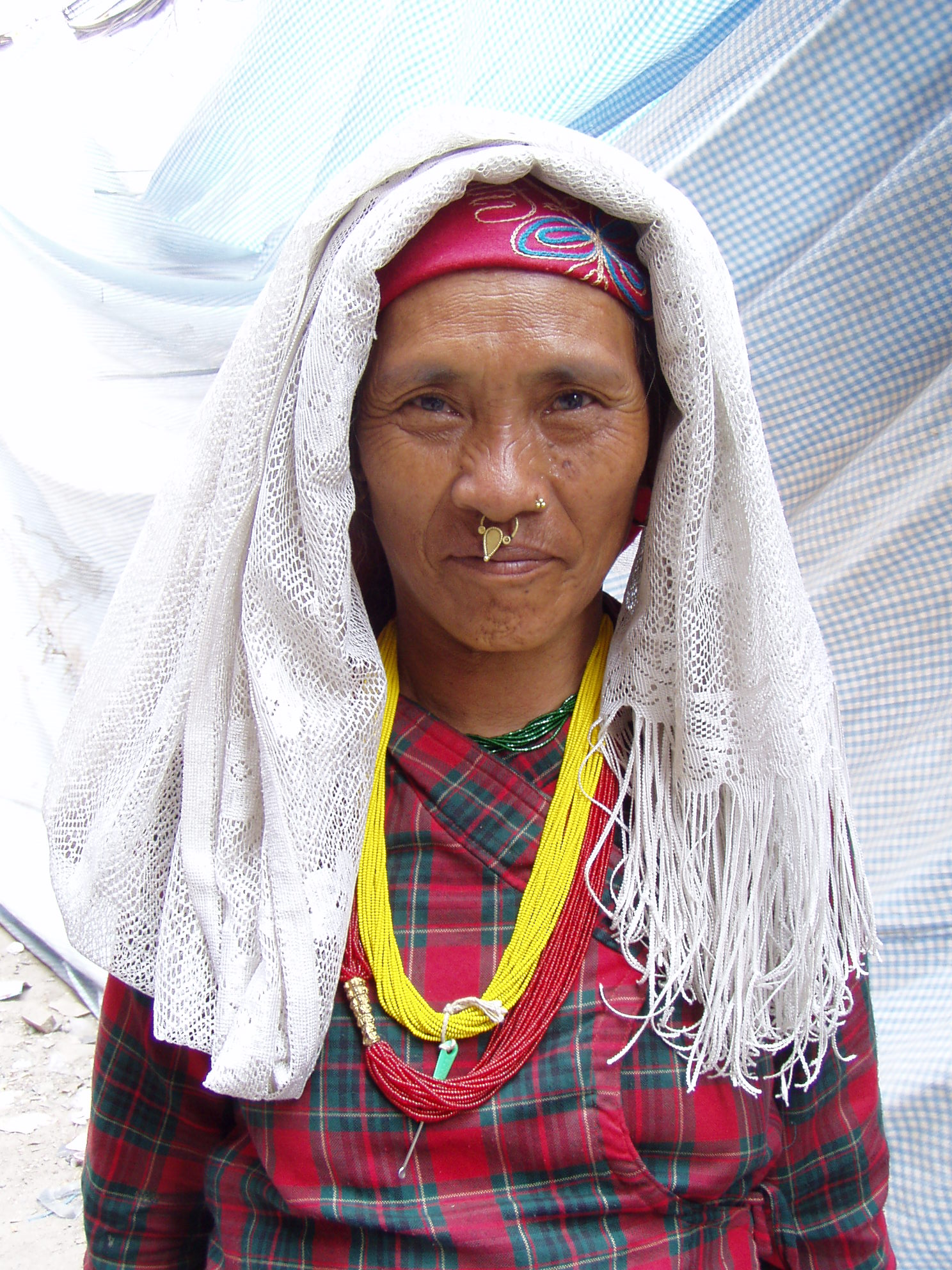
Jüngere Nepalesin
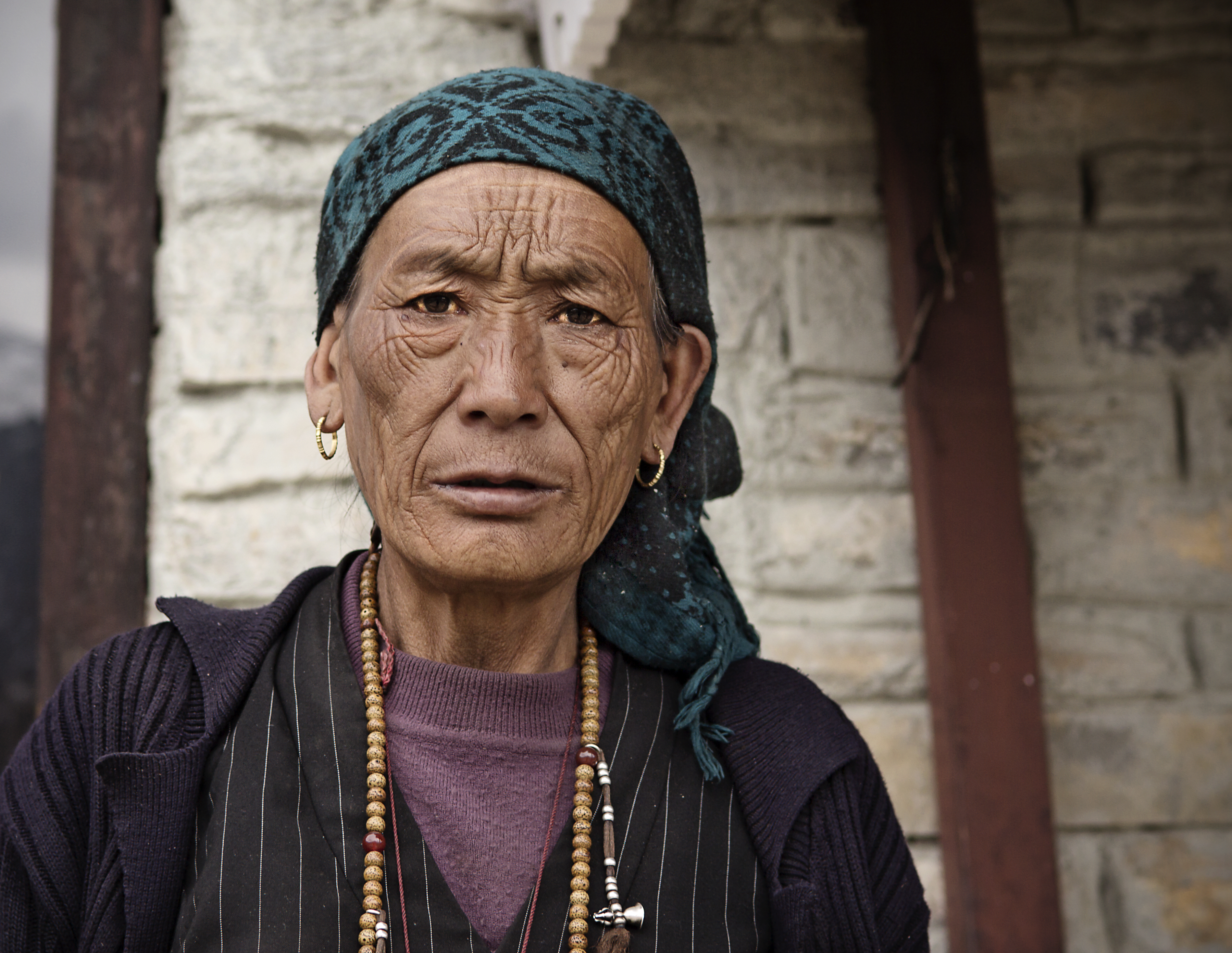
Ältere Nepalesin

### Religion

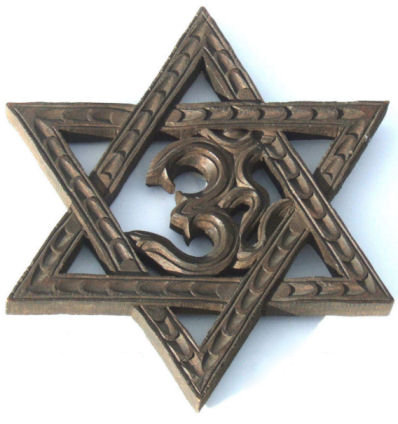
Das Zeichen in der Mitte des Hexagramms steht für Om, das Hindus und Buddhisten heilig ist

Nach der Volkszählung von 2011 sind 81,34 % der Bevölkerung Angehörige des Hinduismus. Nepal war das einzige Land, in dem der Hinduismus die Staatsreligion war, bis das Parlament sich nach der Entmachtung des Königs im April 2006 zum Säkularismus bekannte. 9,04 % der Bevölkerung sind als Buddhisten ausgewiesen (insbesondere in Mustang). Das an der Grenze zu Indien gelegene Lumbini gilt der Überlieferung nach als Geburtsort Buddhas. Aufgrund der starken Vermischung von Hinduismus und Buddhismus sind statistische Erhebungen der Religionszugehörigkeit sehr schwierig. Zu den größeren Minderheiten zählen außerdem 4,39 % Muslime und 3,05 % Anhänger der Kirant Mundhum, einer als Religion anerkannten, animistischen Glaubensrichtung.
Der Anteil der Christen in Nepal lag 2011 bei 1,42 %. Hinzu kommen 0,76 % Sonstige. Zu den Christen zählen Angehörige der römisch-katholischen Kirche in Nepal (weniger als 0,1 % der Bevölkerung) und Zeugen Jehovas. Es gibt etliche christliche Schulen, vor allem im Kathmandutal, die aufgrund ihrer Qualität auch von Hindus oder anderen Religionsanhängern besucht werden.
Weitere kleine Minderheiten sind Sikhs, deren Zahl 2011 über 7000 betrug, und 4350 Bahai (Zahlenangabe für 2005).
In der Volksreligion finden sich archaische Glaubenselemente, die denen des klassischen sibirischen Schamanismus sehr ähnlich sind. Die heute noch praktizierenden nepalesischen Schamanen werden teils bewundert, teils gefürchtet. Ihr Kennzeichen ist die sogenannte „Zittertrance“, die jedoch weniger als schamanische Seelenreise denn als Kampf mit den bösen Geistern verstanden wird; sie sind Heilkundige, heute jedoch in erster Linie Vortragskünstler. Als Hilfsmittel dient ihnen die Stieltrommel dhyangro. Auffallend ist ihre sexuelle Symbolik. Viele Nepalesen glauben zudem an Götter und Wesen, die weder buddhistischer noch hinduistischer Herkunft sind, sondern alte Naturgottheiten, die sich in Bäumen, Steinen, Vögeln, Schlangen und allerlei Tieren befinden, in Bergen oder im Feuer, vor allem aber im Wasser. Schamanen sind häufig in die Moderne Hexenverfolgung involviert.

### Nepalesisches Kastenwesen
Das nepalesische Kastenwesen entwickelte sich parallel zum indischen. Der Einfluss aus Indien wuchs während des Guptareiches (320 n. Chr. – 500 n. Chr.); Nepal galt zwar als „Nachbarkönigreich“, war jedoch unter Samudragupta abgabenpflichtig.

#### Das nepalesische Kastensystem aus der Sicht eines Bahun oder Chhetri
Dass in Nepal, wie auch in den meisten anderen Staaten mit Kastensystemen, die Kaste der Unberührbaren durchaus eine der Stützen der Gesellschaft ist, lässt sich leicht daran erkennen, dass allein die Kami, die Damai und die Sarki als größte Gruppen der Unberührbaren bereits mehr als 7 % der Gesamtbevölkerung ausmachen.

#### Das Kastensystem aus Sicht der Newar
Speziell die hinduistischen Newar haben ein eigenes Kastensystem, das nur die Bewohner des Kathmandutals einschließt. Dieses System wurde teilweise auch von den buddhistischen Newar übernommen. Generell ist das Kastenwesen in der egalitären Newari-Gemeinde schwach ausgeprägt und konnte sich dort nie so stark durchsetzen wie bei anderen Volksgruppen.

#### Mehrheitliche Sicht auf das Kastenwesen
Die von der Mehrheit (liberale Bahun und Chhetri, ethnische Gruppen ohne eigenes Kastenwesen) akzeptierte religiös-rituelle Sicht sieht eine Zweiteilung vor:
- chokho jaat (reine Kasten) und
- pani nachalne jaat (unberührbare Kasten)

In der Praxis ist die Kastenzugehörigkeit manchmal auch an den Wohlstand gebunden, das heißt, dass ärmere Einwohner eher den unberührbaren, reichere eher den oberen Kasten zugeordnet werden. Das führt dazu, dass europäische Ausländer, die als Nicht-Hindus eigentlich Unberührbare sein müssten, meist zur Oberschicht gerechnet werden und nur bei Handlungen von starker ritueller Bedeutung als Unberührbare behandelt werden. Dazu gehören beispielsweise all jene Handlungen, die mit Wasser und der Zubereitung von Reis zu tun haben.

### Bildung
- 96.000 Studenten
- 3,47 Studenten je 1000 Einwohner

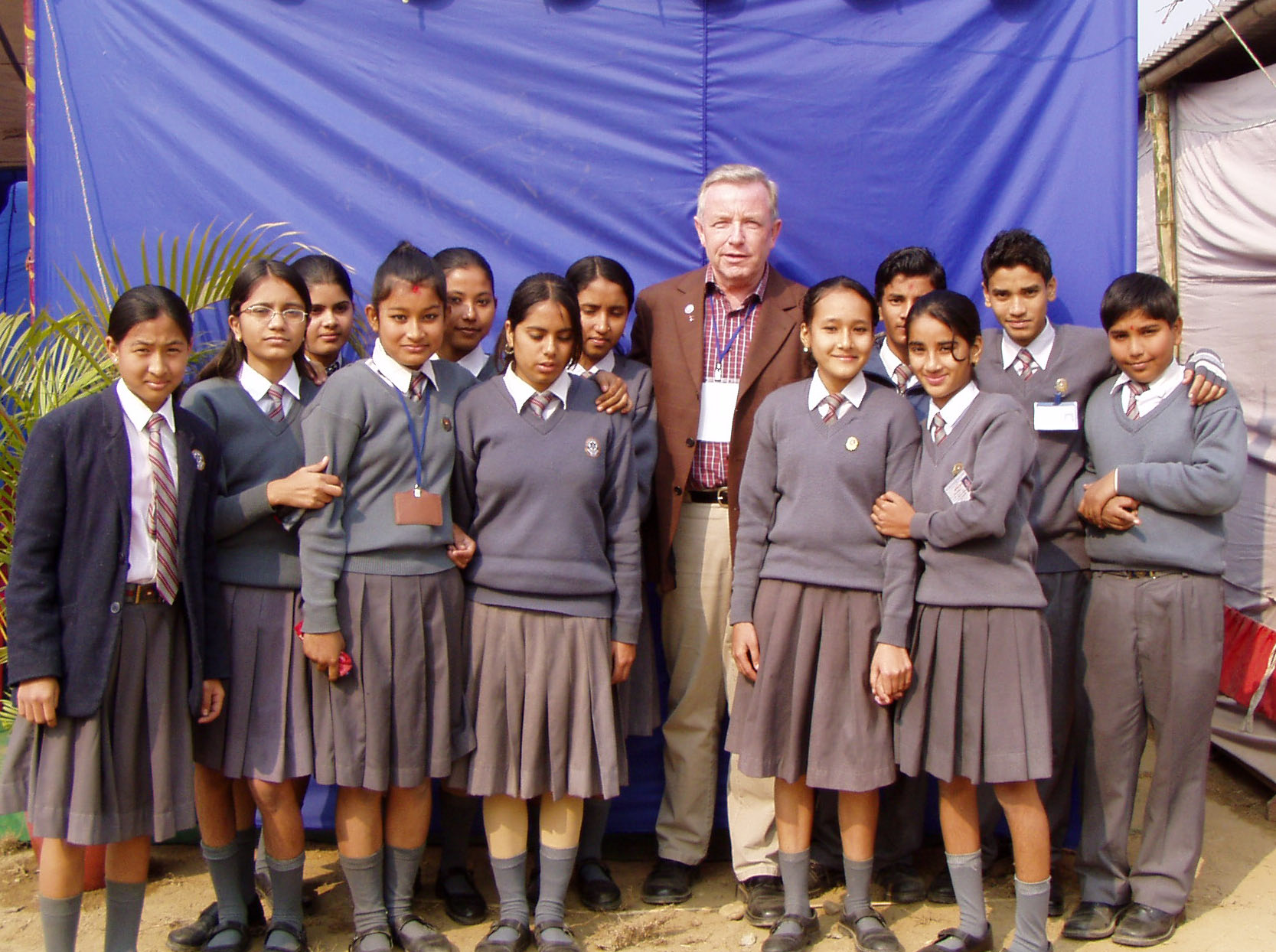
Schüler einer englischen Schule in Kathmandu in Schuluniform

- Bildungsausgaben: 224.732.300 $
- Bildungsausgaben je Einwohner: 8 $
- Analphabetenquote: 35,3 % (Frauen: 44,9 %, Männer: 24,4 %) Stand 2015[31]

Die nepalesische Regierung befindet sich im Begriff, das Bildungssystem umzustrukturieren. Dabei sollen der Zugang zur Primar- (Klasse 1 bis 8) und Sekundarschule (Klasse 9 bis 12) ausgebaut und berufsvorbereitende Qualifizierungsmaßnahmen in den oberen Klassen eingeführt werden. Sie wird bei diesen Maßnahmen durch ein EU-Kooperationsprogramm gefördert, von 2008 bis 2011 flossen Unterstützungsgelder im Wert von 43 Millionen Euro.

### Gesundheitswesen
Die Gesundheitsausgaben des Landes betrugen im Jahr 2021 5,4 % des Bruttoinlandsprodukts. Im Jahr 2017 praktizierten in Nepal 9,1 Ärztinnen und Ärzte je 10.000 Einwohner. Im Jahr 1999 gab es insgesamt 4124 Betten in 83 Krankenhäusern.
Die Kindersterblichkeit konnte stark gesenkt werden. Die Sterblichkeit bei unter 5-jährigen betrug 2022 27,3 pro 1000 Lebendgeburten, im Jahr 1960 lag sie noch bei 325 pro 1000 Lebendgeburten.
Im Jahr 2000 betrug die Müttersterblichkeit 0,8 %. Die Lebenserwartung der Einwohner Nepals ab der Geburt lag 2022 bei 70,5 Jahren (Frauen: 72,4, Männer: 68,6). Es konnten starke Fortschritte bei der Steigerung der Lebenserwartung und der Verbesserung weiterer gesundheitlicher Indikatoren gemacht werden. Die Lebenserwartung stieg von 62,6 Jahren im Jahr 2000 bis 2022 um 13 %.

## Geschichte

### Frühzeit
In der Frühzeit war das Tal, in dem die heutige Hauptstadt Kathmandu liegt, ein großer Gebirgssee. Nachdem dieser durch ein Erdbeben verschwunden war, wanderten zahlreiche Menschen aus umliegenden Gebieten ein und vereinigten sich zum Mischvolk der sogenannten Newar.
So entstand im siebten Jahrhundert im Kaiserreich China der von Nepalesen aus dem Kathmandutal entwickelte Pagoden-Baustil, welcher sich auch in Japan ausbreitete.
Siddhartha Gautama, auch bekannt als „Buddha“, wurde der Überlieferung nach in Nepal geboren. Sein Geburtsort soll die Stadt Lumbini ca. 500 v. Chr. gewesen sein.

### Königreich

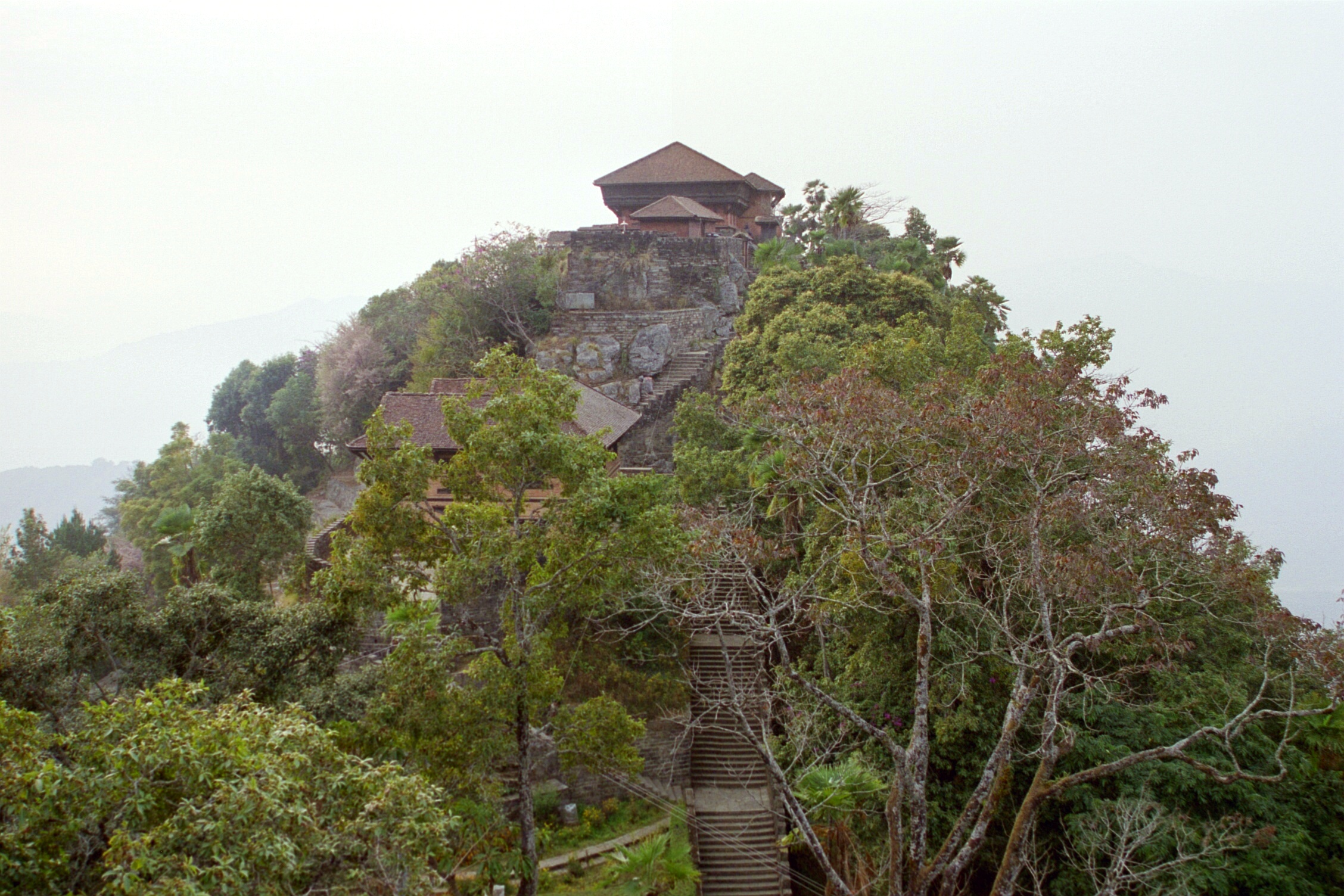
Alter Palast des nepalesischen Königshauses in Gorkha

Nachdem Nepal lange Zeit unter indischer Rajputenherrschaft gestanden hatte, gelang es im 14. Jahrhundert schließlich dem Newar Jayadharma Malla, das Tal zu einigen und zu befreien. Sein Enkel, Yakasha Malla, konnte das Herrschaftsgebiet später noch weiter ausdehnen und so in seinem Königreich für großen Wohlstand sorgen. Seine vier Söhne jedoch teilten das Land wieder unter sich auf und schwächten es so in allen Belangen. Das Teilfürstentum Gorkha dehnte sein Einflussgebiet immer weiter aus und vereinte etwa 50 Fürstentümer unter Prithvi Narayan Shah zum Königreich Gorkha (1768). Durch ihr Vordringen nach Süden trafen die Gorkhali, wie sie sich selbst nannten, auf den Machtbereich der Britischen Ostindien-Kompanie, die nach Norden drängte. Es kam zum Gurkha-Krieg (auch Anglo-nepalesischer Krieg) von 1814 bis 1816 mit der Britischen Ostindien-Kompanie. Gorkha blieb trotz der Niederlage ein unabhängiges Königreich. 1846 brachte sich dann Jang Bahadur Rana durch ein blutiges Massaker an die Macht und führte ein neues Regierungssystem ein, wonach das Amt des Ministerpräsidenten erblich war. Der König (ab 1911 Prithvi Bir Bikram Shah Devs Sohn Tribhuvan Bir Bikram Shah Dev) behielt nur nominell seine Macht, der jeweilige Ministerpräsident war alleiniger Herrscher. Anfang des 20. Jahrhunderts nahm Gorkha den Namen Nepal an, der einst nur für das Kathmandutal gebräuchlich war.
1914 stellte der damalige Ministerpräsident Chandra Shamsher den Briten, noch vor der offiziellen Kriegserklärung zum Ersten Weltkrieg, Soldaten für Gurkhaeinheiten zur Verfügung. Auch später im Anglo-Afghanischen Krieg von 1919 und im Zweiten Weltkrieg stellte das Land Truppen und machte damit seinen eigenen Status als „unabhängiger Verbündeter“ klar. König Tribhuvan konnte unter dem Einfluss Indiens wieder eine konstitutionelle Monarchie einführen. Aktives und passives Frauenwahlrecht wurden 1951 Gesetz. König Mahendra Bir Bikram Shah Dev verbot 1960 alle politischen Parteien.

### Bürgerkrieg und Ende der Monarchie

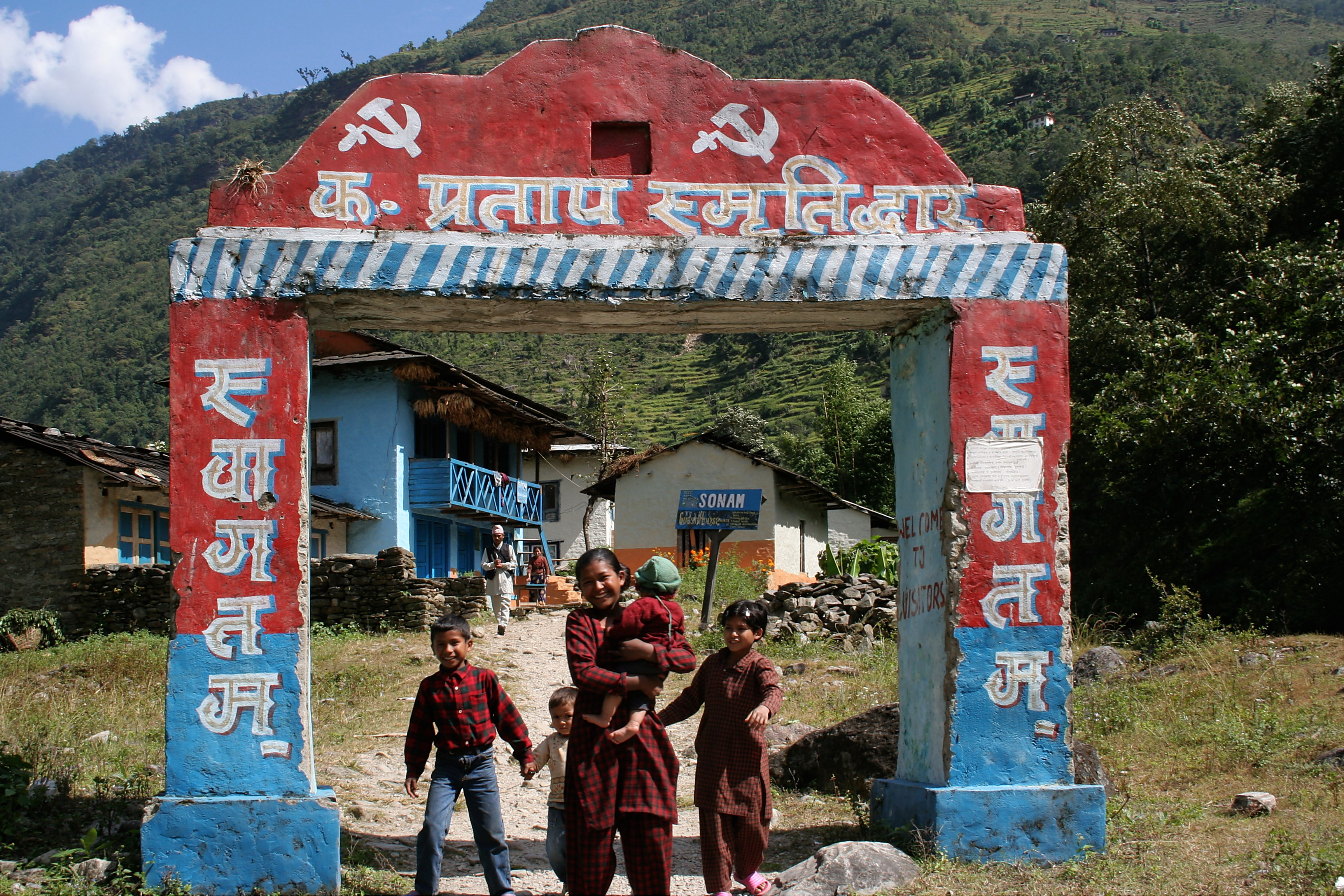
Maoistisch kontrolliertes Tal im Norden Nepals

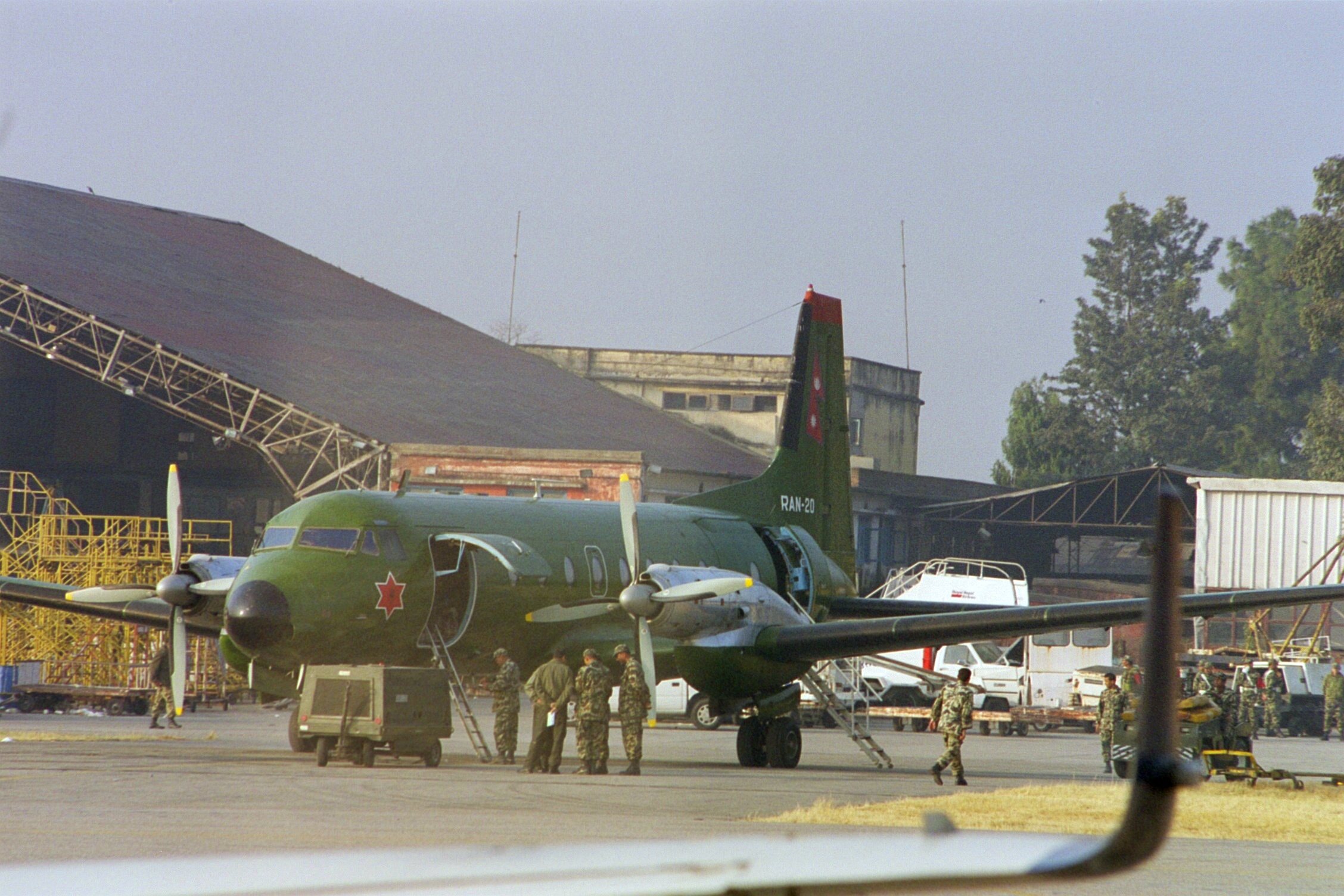
Flugzeug der nepalesischen Luftwaffe

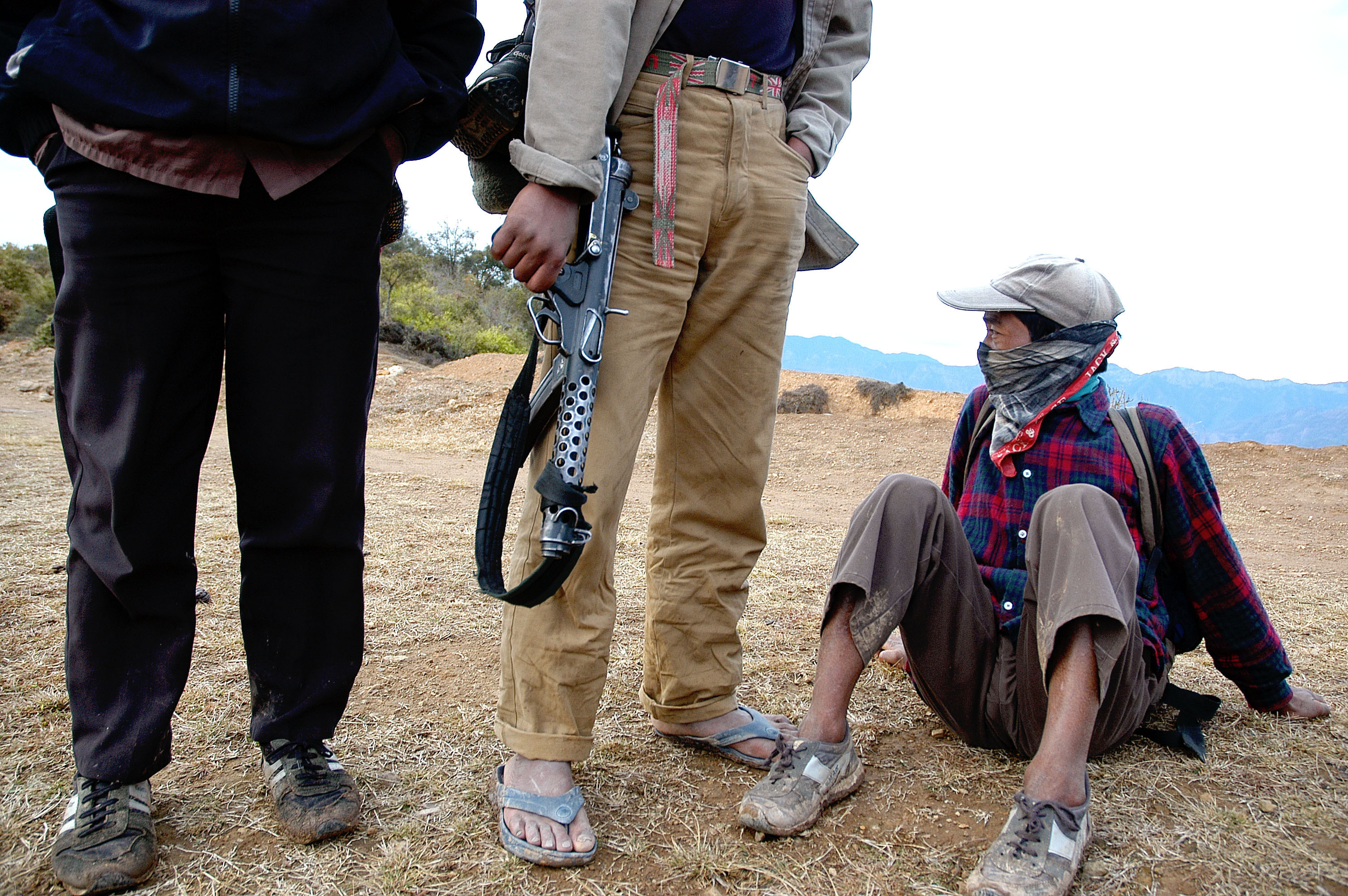
Maoistische Rebellen

Von 1996 bis 2006 befand sich die Kommunistische Partei Nepals (Maoistisch) in einem Bürgerkrieg gegen die Monarchie und das hinduistische Kastensystem.
König Birendra Bir Bikram Shah Dev wurde im Juni 2001 bei einem mutmaßlich von seinem Sohn, Kronprinz Dipendra Bir Bikram Shah Dev, verübten Massaker ermordet. Birendras Bruder Gyanendra Bir Bikram Shah Dev wurde König. Die Aufständischen wurden nach dem 11. September 2001 als Terroristen gebrandmarkt. Innerhalb der nächsten sechs Monate starben mehr Menschen in dem innenpolitischen Konflikt als in den sechs Jahren zuvor.
Am 22. Mai 2002 wurde das Parlament aufgelöst, Premierminister Sher Bahadur Deuba ließ das Mandat der gewählten Selbstverwaltungsorgane auslaufen. Am 4. Oktober 2002 entließ König Gyanendra seinen Premierminister wegen „Unfähigkeit“. Am 11. Oktober 2002 wurde eine neue Übergangsregierung ernannt. Die großen Parteien NC, CPN-UML und Teile der RPP lehnten jedoch eine Mitarbeit in der neuen Regierung ab, da die demokratische Legitimation fehlte.
Der neue Premierminister Lokendra Bahadur Chand (RPP) versprach, die Konfrontation mit den Maoisten zu beenden. Ein Kompromiss war aber nicht in Sicht, da die Regierung eine Veränderung der politischen Struktur strikt ablehnte.
Nur wenige Medien wie zum Beispiel die Zeitschrift Himal berichteten kritisch und informativ über beide Seiten. Es wurde oft von der Brutalität der Maoisten gesprochen; in der Tat gingen sie gegen die Armee und gegen die Polizei mit drastischen Mitteln vor. Letztere waren beim Vorgehen gegen die Maoisten auch nicht zimperlich und gingen auf Verdacht gegen Zivilisten, die als Sympathisanten oder Unterstützer der Maoisten galten, vor oder ließen sie sogar verschwinden.
Schätzungsweise zwei Drittel der Toten gingen auf das Konto von Armee und Polizei. Nur wenige westliche Journalisten berichteten von den Maoisten, die zwischenzeitlich einen entscheidenden Machtfaktor im Land darstellten. Ende 2002 beherrschten sie 55 der 75 Distrikte Nepals.
Bei dem Guerillakrieg kamen insgesamt mehr als 12.700 Menschen ums Leben. Die Kämpfe hatten im August 2003 wieder zugenommen. Ab 18. August 2004 hatten die Maoisten mehrfach sogar die Hauptstadt für einige Tage völlig von der Außenwelt abgeschnitten oder wichtige Überlandverbindungen unterbrochen. Nach dem Scheitern der Friedensgespräche und dem Ende des Waffenstillstands hatte es wieder mehrere hundert Tote gegeben. Touristen konnten sich allerdings relativ frei und sicher bewegen – da sie eine der wichtigsten Einnahmequellen des Landes darstellten, werden sie von allen Seiten höflich behandelt. Behördlichen Angaben zufolge wurde ein Tourist indirekt durch eine Bombenexplosion getötet.
„Einheit im Kampf gegen den Terrorismus“ war die Parole der Regierung. Colin Powell besuchte im Januar 2004 Nepal und versprach Hilfe. Die nepalesische Regierung war an Waffen und Rüstungsgütern interessiert. Am 1. Februar 2005 brachte König Gyanendra wieder Bewegung ins politische Spiel. Er verhängte den Notstand und entließ die gesamte Regierung. Premierminister Deuba und andere Regierungsmitglieder wurden unter Hausarrest gestellt.
Gyanendra beschuldigte Deuba, versagt zu haben, da er keine Einigung mit den Maoisten in Anbetracht der nächsten Wahlen erzielen konnte. Gyanendra versprach, innerhalb von drei Jahren für Recht und Ordnung im Land zu sorgen und die Demokratie wieder einzuführen, doch die Maoisten und ein großer Teil der Bevölkerung befürchteten, dass er seine Macht nicht so schnell wieder abgeben würde. Deuba sagte, die Handlungen des Königs verletzten die Verfassung und seien gegen die Demokratie gerichtet. Sowohl die UNO als auch die wichtigsten Verbündeten Nepals, Indien, die USA und Großbritannien, kritisierten das Verhalten des Königs. Einige Länder, darunter Deutschland und Frankreich, zogen kurzzeitig ihre Botschafter ab.
Ab dem 7. April 2006 herrschte im ganzen Land ein von der Allianz aller sieben im aufgelösten Parlament vertretenen Parteien ausgerufener und von weiten Teilen des Volkes getragener Generalstreik.
Nach mehr als zwei Wochen des Generalstreiks mit täglichen nepalweiten Demonstrationen von hunderttausenden Menschen mehrten sich die Zeichen, dass die Macht des Königs abnahm. Das äußerst brutale Vorgehen der Polizei gegen die friedlichen Demonstranten hatte mittlerweile mindestens 13 von ihnen das Leben gekostet, hunderte wurden verletzt und tausende inhaftiert.
Durch die großen Proteste und auf internationalen Druck hin, besonders durch Indien, gab König Gyanendra am 21. April 2006 bei einer Fernsehansprache an die Nation bekannt, dass die Exekutivgewalt von ihm nun wieder in die Hände des Volkes gelegt würde. Die Sieben-Parteien-Allianz wurde ausdrücklich ermächtigt, den nächsten Ministerpräsidenten zu bestimmen. Diese lehnte das Angebot des Königs als zu wenig weitgehend ab: Sie forderte weiterhin die Wiedereinsetzung des 2002 aufgelösten Parlaments, die Einberufung einer verfassunggebenden Versammlung und die Einschränkung der absolutistischen Herrschaft des Königs und rief zu weiteren Massendemonstrationen auf.
Auf Druck auch monarchistischer Kreise sowie internationalen Drucks – unter anderem fürchteten die USA eine Stärkung der Maoisten, die inzwischen nahezu 80 % Nepals kontrollierten – sah sich König Gyanendra schließlich am 24. April 2006 genötigt, in einer Fernsehansprache die unmittelbare Wiedereinsetzung des einstigen Parlamentes zu erklären. Die Opposition erklärte daraufhin den Generalstreik für beendet.
Am 18. Mai beschloss das Parlament mit einer einstimmig angenommenen Resolution weitreichende Änderungen der staatlichen Ordnung: König Gyanendra verlor demnach den Oberbefehl über das Militär und nahm nur noch repräsentative Aufgaben wahr, konnte aber keinen Einfluss auf die Staatsgeschäfte mehr ausüben. Weiterhin verlor er seine Immunität vor Strafverfolgung und musste fortan Steuern zahlen. Außerdem beschloss Nepal am selben Tag, ein säkularer Staat zu werden, was bedeutet: Der Hinduismus ist nicht mehr Staatsreligion.
Am 26. Mai nahm die neue Regierung unter Premierminister Girija Prasad Koirala Friedensgespräche mit den maoistischen Rebellen auf. Zuvor wurden mehrere hundert inhaftierte Rebellen freigelassen, und eine Reformierung der Verfassung wurde in Aussicht gestellt. Ziel war es, den seit zehn Jahren andauernden Bürgerkrieg zu beenden.
Am 21. November 2006 wurde die Vereinbarung zum Ende des zehnjährigen Bürgerkrieges durch Premierminister Koirala und Maoistenführer Prachanda unterzeichnet. Am 28. Dezember 2007 beschloss das Parlament die Abschaffung der Monarchie und der König verlor seine Funktion als Staatsoberhaupt. Premierminister Girija Prasad Koirala bekleidete dieses Amt interimsweise.
Am 28. Dezember 2007 votierte das Übergangsparlament mit mehr als zwei Drittel der Abgeordnetenstimmen für einen Zusatz zur Übergangsverfassung, der de facto die Abschaffung der Monarchie bedeutete. Eine Mehrheit von 270 der 329 Abgeordneten sprachen sich für eine föderale demokratische Republik als Staatsform aus.
Eine formale Bestätigung der Entmachtung des Königs gab die verfassungsgebende Versammlung in ihrer konstituierenden Sitzung am 28. Mai 2008 ab. Mit überwältigender Mehrheit wurde von der Versammlung die Republik ausgerufen. Die Wahlen zur verfassungsgebenden Versammlung hatten zuvor am 10. April 2008 einen überraschenden Erdrutschsieg für die Maoisten ergeben, die aber die absolute Mehrheit verfehlten.

### Demokratische Bundesrepublik Nepal seit 2008
Am 28. Mai 2008 wurde die Republik ausgerufen und Ram Baran Yadav wurde am 23. Juli 2008 als erster Präsident der Republik vereidigt. Im Oktober 2015 wurde Bidhya Devi Bhandari seine Nachfolgerin im Amt.
Trotz wiederholter Verlängerungen ihrer zweijährigen Amtszeit konnte sich diese erste verfassungsgebende Versammlung nicht auf eine neue Verfassung einigen. Die Wahlen zu einer zweiten verfassungsgebenden Versammlung fanden im November 2013 statt und 2015 wurde die neue Verfassung verabschiedet. Gemäß den Übergangsbestimmungen nahm die verfassungsgebende Versammlung am 20. September 2015 bis zu Neuwahlen die Rolle des regulären Parlaments ein. Diese fanden dann am 26. November 2017 und 7. Dezember 2017 statt.
Am 25. April 2015 ereignete sich 80 Kilometer nordwestlich der Hauptstadt Kathmandu ein schweres Erdbeben. Es gilt als das schwerste in der Region seit 80 Jahren. Über mehrere Wochen folgten zahlreiche weitere teils schwere Beben. Insgesamt starben mehr als 8600 Menschen.

## Politik
In Nepal besteht ein großes Wohlstandsgefälle zwischen der Stadt- und Landbevölkerung. Mehr als ein Drittel der ca. 30 Millionen Nepalesen sind Analphabeten. 70 % der Bevölkerung werden von dem brahmanisch beherrschten Kastensystem nicht als gleichwertig anerkannt.
Die weit verbreitete Korruption der Polizeibehörden und der Staatsverwaltung trägt dazu bei, dass die Bevölkerung kein Vertrauen in die bestehende Regierung setzt und keine Hilfe erwartet. Die juristischen Mittel, wie das Zivilrecht von 1963, das alle Formen von Diskriminierung – insbesondere der Kastendiskriminierung – unter Strafe stellt, greifen im Alltag nicht.
Die Weltbank und die Asiatische Entwicklungsbank übten schon mehrfach Druck auf die Regierung in Kathmandu aus, um Rechenschaft über die Ausgaben für Entwicklungsprogramme zur Armutslinderung zu erhalten, jedoch lange Zeit ohne Erfolg.
Erst 1987 erklärte sich König Birendra, auf Druck aus Indien, zu Reformen bereit. Die Einführung einer neuen Verfassung verzögerte sich noch bis zum 9. November 1990. Erst massiver Druck aus mehreren Ländern, insbesondere Indien, das seine Grenzen schloss, und Massendemonstrationen der zusammengeschlossenen Oppositionsparteien, bestehend aus einem Bündnis der Kommunistischen Partei Nepals und der Kongresspartei, zeigten Erfolg.
Die ersten demokratischen Wahlen fanden am 12. Mai 1991 statt. Einzige Kritikpunkte einiger Parteien an der neuen Verfassung waren die mögliche Notstandsverordnung durch den König, die erst nach drei Monaten vom Repräsentantenhaus bestätigt werden musste, und die Beibehaltung des Begriffes „Hindu-Königreich“. Binnen kürzester Zeit war die neue politische Elite in den Augen der Bevölkerung allerdings noch korrupter als die alte Regierung. Dies hing jedoch auch mit der höheren Sichtbarkeit von Korruption durch ein offeneres System mit einer verhältnismäßig freien, engagierten und kritischen Presse zusammen, die während des Panchayat-Systems stärkerer Zensur ausgesetzt war.
König Birendra starb am 1. Juni 2001 bei einem von seinem Sohn, Kronprinz Dipendra, verübten Massaker (offizielle Geschichtsschreibung). Zugleich erschoss der Sohn auch seine Mutter, einige Geschwister und dann sich selbst. Ehe er nach drei Tagen seinen Verletzungen erlag, wurde er noch zum Nachfolger gekrönt. Schließlich wurde Birendras Bruder Gyanendra König von Nepal. Dieser, ein Geschäftsmann, der an sehr vielen großen Unternehmen Nepals beteiligt ist, verdreifachte seine königliche Apanage auf umgerechnet 4,5 Millionen Euro. König Birendra war, trotz seiner Widersprüchlichkeit, im Lande sehr beliebt gewesen.
Die offiziellen Verlautbarungen zum Tathergang finden daher wenig Glauben, da auch zuvor bereits ganze Königsfamilien in Nepal ermordet wurden.
Die Regierungskoalition, gebildet von der Sieben-Parteien-Allianz, einem Bündnis zentristischer und linksliberaler Parteien, und den Maoisten, einigte sich am 24. Dezember 2007 auf die Abschaffung der Monarchie und die Ausrufung einer Republik im Frühjahr 2008.
Mit der Abstimmung im Parlament vom 28. Dezember 2007 wurden die Abschaffung der Monarchie und der Übergang zu einer „konstitutionellen demokratischen Bundesrepublik“ beschlossen. Die offizielle Ausrufung der Bundesrepublik erfolgte am 28. Mai 2008 bei der konstituierenden Sitzung der Verfassungsgebenden Versammlung Nepals.
Die Verfassungsgebende Versammlung (Constituent Assembly) erhielt 2007 durch die in Kraft getretene Übergangsverfassung das Mandat, eine neue Verfassung für die neu entstandene Demokratische Bundesrepublik Nepal (Sanghiya Loktāntrik Ganatantra Nepāl) auszuarbeiten und nach öffentlicher Diskussion zu verabschieden. Der Entwurf für die neue Verfassung sollte am 28. Mai 2010 von der Verfassungsgebenden Versammlung öffentlich bekanntgegeben werden. Dieser Termin konnte jedoch nicht eingehalten werden. Vertreter der drei großen Parteien Nepals, der Maoists, des Nepali Congress und der gemäßigten Communist Party of Nepal (Unified Marxist Leninist) (CPN-UML) verständigten sich nach zähen Verhandlungen noch in derselben Nacht auf eine Fristverlängerung von einem Jahr. Diese wurde zweimal jeweils kurz vor Ablauf der Frist um weitere drei Monate verlängert sowie Ende November 2011 um ein halbes Jahr. Danach wurde eine neue Verfassung für Ende Mai 2012 erwartet, was erneut misslang und dazu führte, dass der am 28. August 2011 gewählte Premierminister Baburam Bhattarai für den 22. November 2012 Neuwahlen ankündigte. Im November 2012 rang sich die Verfassungsgebende Versammlung dazu durch, die Neuwahlen zwischen Mitte April und Mitte Mai 2013 anzusetzen. Auch dieser Zeitplan wurde nicht eingehalten. Schließlich konnten die Wahlen doch am 19. November 2013 abgehalten werden.
Am 26. November 2017 (für den Norden des Landes) und am 7. Dezember 2017 (für den Süden des Landes) fanden die ersten Wahlen zum Repräsentantenhaus, dem Unterhaus des Bundesparlaments und zu den Provinzparlamenten, nach der Verabschiedung der neuen Verfassung im Jahr 2015 statt. Die Wahlen zum Repräsentantenhaus konnte die linke Allianz CPN-UML, CPN-MC klar für sich entscheiden.
Nach den Wahlen zur ersten Nationalversammlung, dem Oberhaus des Bundesparlaments, am 14. März 2018, wurde als erster Ministerpräsident nach der Verfassung von 2015 der Vorsitzende der CPN-UML Khadga Prasad Oli zum Ministerpräsidenten gewählt und trat am 15. Februar 2018 sein Amt an.
Nepals Parteienlandschaft ist zersplittert und kompliziert; in 16 Jahren der Demokratie bis 2024 waren insgesamt 13 Regierungen zu verzeichnen; ständig neue Koalitionen haben kaum Reformen verwirklicht. In der 14. Kalenderwoche 2024 kam es in der Hauptstadt Kathmandu zu größeren Protestdemonstrationen gegen die im Lande grassierende Korruption. Die größte Demonstration am 10. April 2024 war von gewaltsamen Ausschreitungen begleitet; ca. 7000 Polizisten stoppten den Demonstrationszug auf dem Weg ins Stadtzentrum unter Tränengas- und Schlagstockeinsatz.

### Parteien
In der Verfassunggebenden Versammlung Nepals waren 25 Parteien vertreten.
Stärkste Gruppe war die Vereinigte Kommunistische Partei Nepals (Maoistisch) mit 229 Sitzen. Sie spaltete sich 1994 von den KP Nepals (Einheitszentrum) ab. Die Partei beruft sich auf Mao Zedong und die peruanische Guerillaorganisation „Leuchtender Pfad“ (Sendero Luminoso).
Zweitstärkste Kraft ist die sozialdemokratische Nepalesische Kongresspartei mit 115 Sitzen. Sie wurde 1950 gegründet und war trotz etlicher Spaltungen bei allen Parlamentswahlen bis zur Abschaffung der Monarchie stärkste Partei.
Drittstärkste Kraft ist die Nepala Kamyunishta Parti (Ekikrit Marksbadi ra Leninbadi), zu deutsch „Kommunistische Partei Nepals (Vereinigte Marxisten/Leninisten)“, mit 108 Sitzen. Diese entstand 1991 aus einem Zusammenschluss zweier kommunistischer Parteien. In den 1990er Jahren bildeten sie gemeinsam mit der Kongresspartei die Regierung.
Das Madhesische Volksrechteforum (MJFN) ist eine föderalistische und sozialdemokratische Partei. Sie erhielten bei der Wahl 2008 54 Sitze.
21 Sitze erhielt die तराई-मधेश लोकतान्त्रिक पार्टी (Tarai-Madhesische Demokratische Partei).

### Politische Indizes
| Name des Index                     | Indexwert    | Weltweiter Rang | Interpretationshilfe | Jahr |
| ---------------------------------- | ------------ | --------------- | --- | ---- |
| Fragile States Index               | 78 von 120   | 57 von 179      | Stabilität des Landes: erhöhte Warnung 0 = sehr nachhaltig / 120 = sehr alarmierend Rang: 1 = fragilstes Land / 179 = stabilstes Land | 2024 |
| Demokratieindex                    | 4,6 von 10   | 96 von 167      | Hybridregime 0 = autoritäres Regime / 10 = vollständige Demokratie                                                                    | 2024 |
| Freedom in the World Index         | 62 von 100   | —               | Freiheitsstatus: teilweise frei 0 = unfrei / 100 = frei                                                                               | 2024 |
| Rangliste der Pressefreiheit       | 60,5 von 100 | 74 von 180      | Erkennbare Probleme für die Pressefreiheit 100 = gute Lage / 0 = sehr ernste Lage                                                     | 2024 |
| Korruptionswahrnehmungsindex (CPI) | 34 von 100   | 107 von 181     | 0 = sehr korrupt / 100 = sehr sauber                                                                                                  | 2024 |

### Außenpolitik

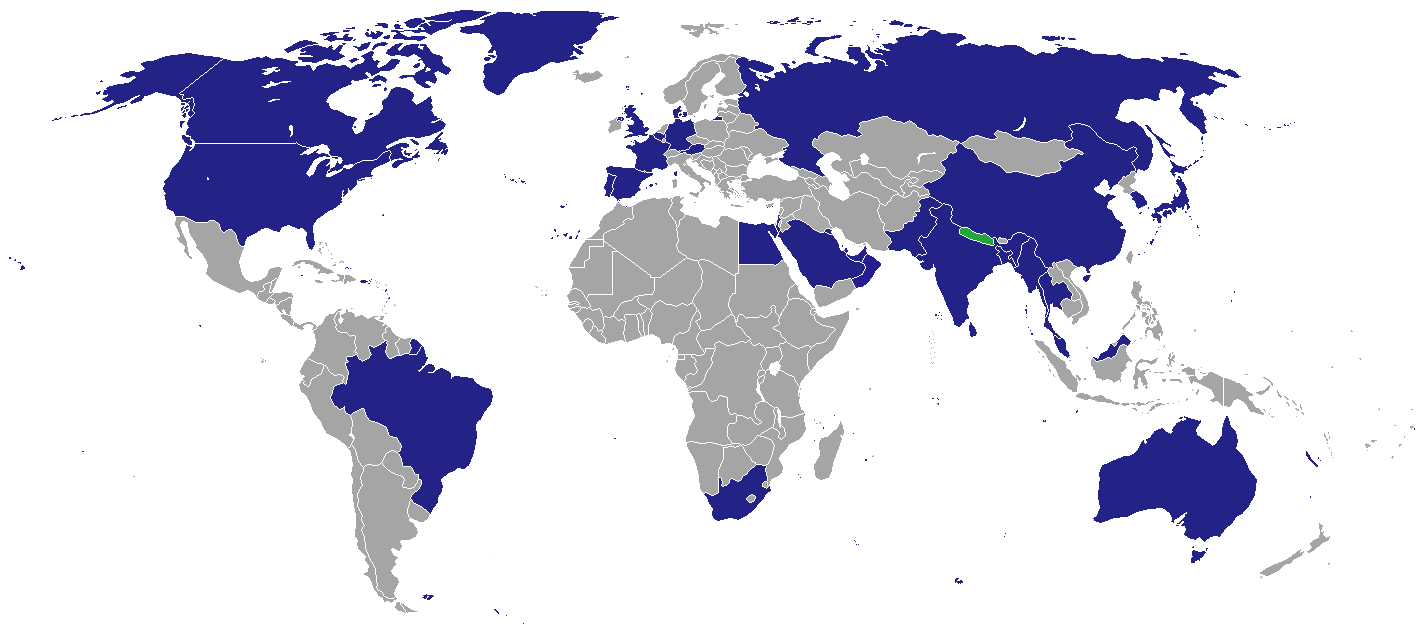
Standorte der diplomatischen Vertretungen Nepals

Nepal verfolgt eine neutrale und ausgeglichene Diplomatie ohne feste Bündnispolitik. Da das Land ein Binnenstaat ist, haben die Beziehungen zu den direkten Nachbarstaaten Priorität. Von diesen ist Indien der für Nepal mit Abstand wichtigste bilaterale Partner, da die wichtigsten Versorgungslinien und Verkehrswege des Landes nach Indien führen beziehungsweise über indisches Territorium verlaufen. Beide Länder führen eine sehr enge Beziehung in wirtschaftlicher und sicherheitspolitischer Hinsicht. Nach dem verheerenden Erdbeben von 2015 sicherte Indien Unterstützung (1 Milliarde US-Dollar) für den Wiederaufbau zu. Die Beziehungen zu Indien sind deshalb sehr eng, jedoch auch von einer gewissen Unausgeglichenheit geprägt. Um zu einem besseren Gleichgewicht zu kommen, intensiviert das Land die Beziehungen mit der Volksrepublik China, das eine zunehmende Rolle als bilateraler Geber von Entwicklungshilfe und Handelspartner einnimmt. Dabei werden auch die grenzüberschreitenden Handelsrouten zunehmend ausgebaut, wobei es sogar Ideen für einen Tunnel unter dem Himalaya-Gebirge gibt, der beide Länder verbinden würde.
Bei den Beziehungen zu den westlichen Industrieländern spielt vor allem die entwicklungspolitische Zusammenarbeit eine dominierende Rolle. Zudem kommt von dort ein großer Teil der Touristen im Land, die ein wichtiger Devisenbringer sind.
Nepal ist Teil der Südasiatischen Vereinigung für regionale Kooperation (SAARC), deren Sitz in Kathmandu ist. Weitere wichtige multilaterale Organisationen, in denen das Land Mitglied ist, sind die BIMSTEC, die Bewegung der Blockfreien Staaten und die Vereinten Nationen, in denen Nepal seit 1960 Mitglied ist. Im Rahmen der Vereinten Nationen stellen die nepalesischen Streitkräfte traditionell größere Kontingente für UN-Friedensmissionen zur Verfügung.

### Menschenrechtspolitik
Die Diskriminierung und Ausbeutung von Minderheiten, unteren Kasten und Kastenlosen, Frauen und Kindern ist immer noch, trotz Schutzes durch die Verfassung, weit verbreitet.
In Nepal werden jährlich etwa 20.000 Mädchen zwischen acht und 18 Jahren verkauft. Sie landen im Sexgewerbe, meistens in indischen Bordellen. Die geltenden Bestimmungen hingegen untersagen die systematische Unterdrückung von Frauen: Am 3. September 1981 ratifizierte Nepal die UN-Konvention zum Verbot der Diskriminierung von Frauen (CEDAW) von 1979, und gemäß der Verfassung von 1990 sind Männer und Frauen gleichgestellt. Nach der Frauenkonferenz in Peking von 1995 wurde das Ministerium Ministry of Women and Social Welfare gegründet, mit dem Ziel, die Teilhabe von Frauen an der nationalen Entwicklung zu unterstützen, und am 15. Juni 2007 ist Nepal dem Fakultativprotokoll zum CEDAW beigetreten.
Nach Nepals neuer Verfassung kann die nepalesische Staatsbürgerschaft nur noch durch den Vater weitergegeben werden. Dies hat zur Folge, dass Kinder alleinerziehender nepalesischer Mütter staatenlos sind. Im Verfassungsentwurf war ursprünglich vorgesehen, dass nur Kinder zweier nepalesischer Eltern die nepalesische Staatsbürgerschaft erhalten. Die vorangehende, ab 2008 geltende Übergangsverfassung hatte hingegen bestimmt, dass ein Kind die Staatsangehörigkeit auch durch die Mutter erhalten konnte. Dies war jedoch, trotz eines im Jahr 2011 durch den Obersten Gerichtshof entschiedenen Präzedenzfalls, in der Praxis kaum umgesetzt worden. Kinder blieben damals staatenlos, wenn der Vater seine Kinder nicht anerkannte, seine Dokumente verlor, fortzog oder unbekannt war. Schätzungen zufolge waren Anfang 2015 insgesamt weit über 4 Millionen Personen in Nepal staatenlos, somit fast ein Viertel der erwachsenen Bevölkerung.
Für internationale Proteste – unter anderem durch Amnesty International – sorgte in letzter Zeit das gewaltsame Vorgehen der nepalesischen Polizei gegen Homosexuelle und Transvestiten. Am 28. Juni 2023 wurde die einstweilige Öffnung der Ehe für alle Menschen angeordnet.

### Verwaltung
Seit der Verfassung von 2015 besteht Nepal aus sieben Provinzen, die die Rolle der Bundesstaaten innerhalb des föderalen Staates einnehmen. Bis dahin war Nepal in 14 Verwaltungszonen aufgeteilt, die aus 75 Distrikten bestanden. Die Verwaltungszonen waren in fünf Entwicklungsregionen zusammengefasst.
Innerhalb der Provinzen lebt die bisherige Distriktstruktur weitestgehend weiter. Die Distrikte werden weiter in Gemeinden und Ortschaften untergliedert.
Neben dem weltweit verbreiteten gregorianischen Kalender findet, auch für offizielle Zwecke, ein eigener nepalesischer Kalender Anwendung.

## Wirtschaft
Nepal gehört mit einem BIP pro Kopf von nur 733 US-Dollar (2016) zu den ärmsten Ländern der Welt. Kaufkraftbereinigt beträgt das BIP pro Kopf 2.679 Int. US-Dollar (2017). Der Hauptwirtschaftszweig ist die Landwirtschaft. Des Weiteren lebt das Land stark von Rücküberweisungen der im Ausland, vor allem in den Golfstaaten, lebenden Nepalesen. Derartige Überweisungen machen geschätzt ca. 30 % des Bruttoinlandsprodukts aus.
Das Land führt eine Wertpapierbörse mit der Bezeichnung Nepal Stock Exchange.
Probleme der nepalesischen Wirtschaft sind die Binnenlage, komplizierte Bürokratie, Korruption sowie hohe Handelsbilanzdefizite aufgrund fehlender Rohstoffe. Dennoch wuchs das Land in den letzten Jahren mit Raten von über 5 % pro Jahr, bis das Erdbeben 2015 die Wirtschaft zurückwarf und die Infrastruktur stark beschädigte.
Im Global Competitiveness Index, der die Wettbewerbsfähigkeit eines Landes misst, belegt Nepal Platz 88 von 137 Ländern (Stand 2017–2018). Der Index für wirtschaftliche Freiheit 2024 des Landes war der 130 höchste von 176 Ländern.
| Jahr                                    | 2010  | 2015  | 2016  | 2017  | 2018  | 2019  | 2020   | 2021  | 2022  | 2023  |
| --------------------------------------- | ----- | ----- | ----- | ----- | ----- | ----- | ------ | ----- | ----- | ----- |
| BIP in Mrd. USD (Kaufkraftparität)      | 66,9  | 89,8  | 91,0  | 101,0 | 111,1 | 121,1 | 122,7  | 134,0 | 151,6 | 160,2 |
| BIP pro Kopf in USD (Kaufkraftparität)  | 2.465 | 3.252 | 3.267 | 3.583 | 3.897 | 4.199 | 4.180  | 4.461 | 4.964 | 5.153 |
| BIP-Wachstum (real)                     | 4,8 % | 4,0 % | 0,4 % | 9,0 % | 7,6 % | 6,7 % | −2,4 % | 4,8 % | 5,6 % | 2,0 % |
| Inflation (in Prozent)                  | 9,6 % | 7,2 % | 9,9 % | 4,5 % | 4,1 % | 4,6 % | 6,2 %  | 3,6 % | 6,3 % | 7,8 % |
| Staatsverschuldung (in Prozent des BIP) | 35 %  | 26 %  | 25 %  | 25 %  | 31 %  | 34 %  | 43 %   | 43 %  | 43 %  | 47 %  |

### Bergbau
Bergbau ist in Nepal kaum verbreitet, denn aufgrund des ungünstigen Reliefs Nepals sowie der schlecht ausgebauten Infrastruktur können die vorhandenen Bodenschätze nicht gut abgebaut werden. Abgebaut werden Rohstoffe wie Glimmer, Kalkstein sowie Braun- und Steinkohle. Außerdem sind Vorkommen von Kupfer, Eisenerz, Ocker, Quarz, Kyanit, Quecksilber, Schiefer und Cobalt vorhanden. Es werden außerdem Vorkommen von Gold, Blei und anderen Metallen in den schlecht zugänglichen Regionen des Himalaya vermutet.

### Sektoren

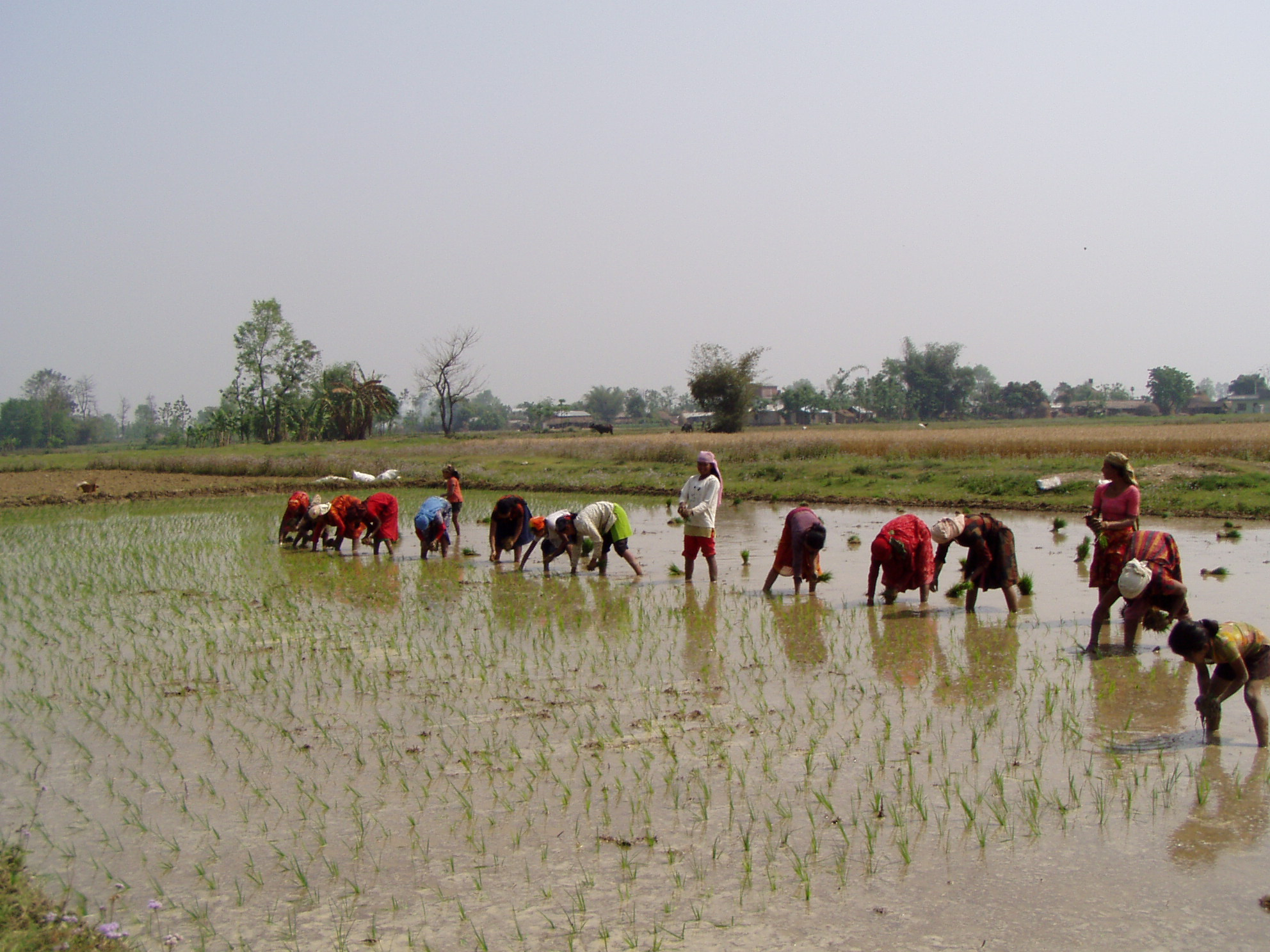
Nepalesische Frauen beim Reisanbau

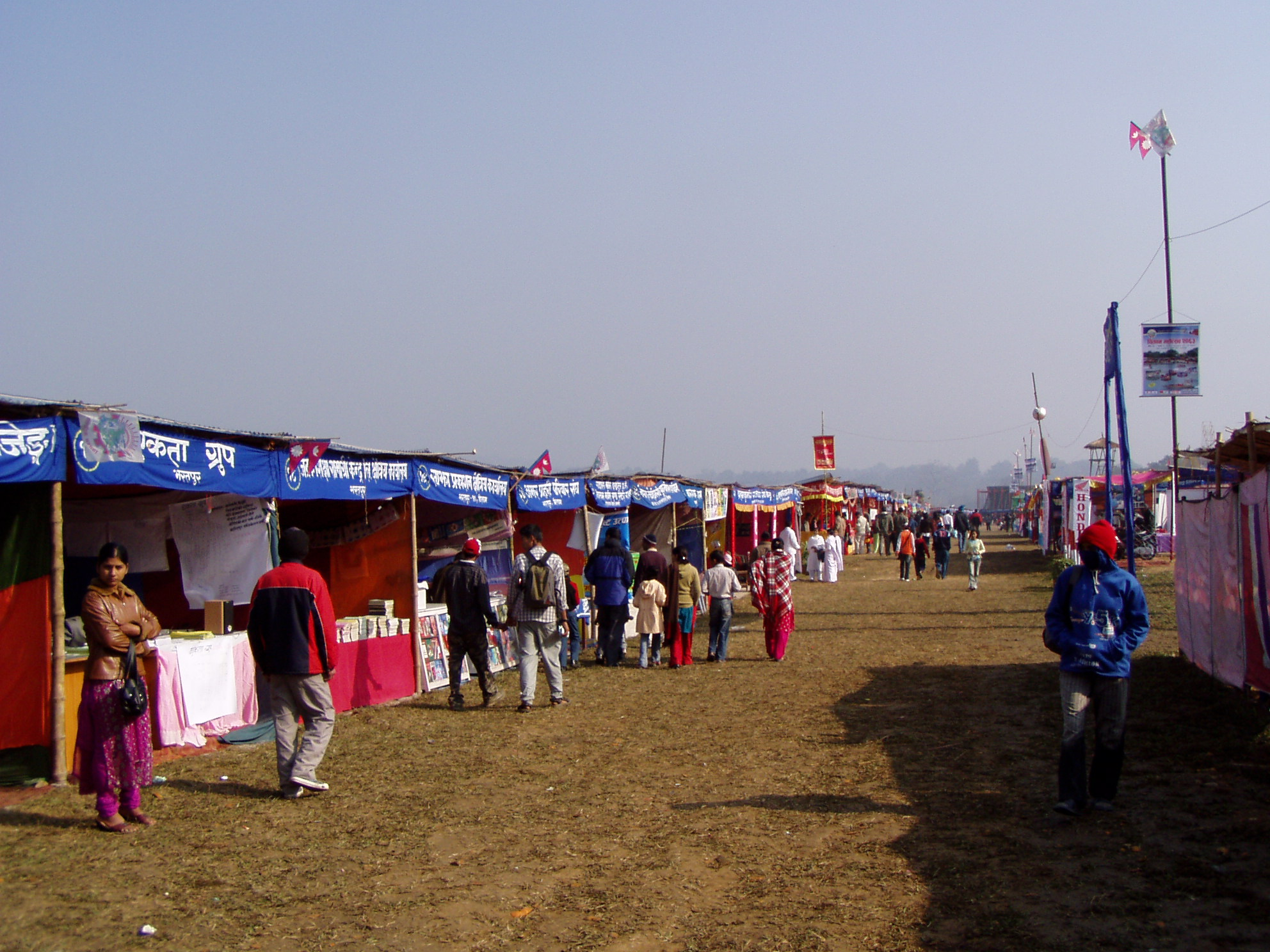
Blick in die Chitwan Mahotsav 2063 (Chitwan Industrieausstellung 2007) in Bharatpur

68 % der erwerbstätigen nepalesischen Bevölkerung arbeiten in der Landwirtschaft, also im sogenannten primären Sektor. Ein so hoher Wert ist typisch für ein Entwicklungsland, da der industrielle und der Dienstleistungssektor noch schlecht entwickelt sind und auch Grundlagen erfordern, die wirtschaftlich rückständige Länder oft nicht bieten. Das Bruttonationaleinkommen liegt bei 1.324,03 USD pro Person (Stand 2024) im Jahr.
Trotz der hohen Beschäftigung der Bevölkerung in der Landwirtschaft beträgt ihr Anteil am Bruttosozialprodukt lediglich 38 %, da in dieser Branche nicht sehr viel verdient wird. Angebaut wird zum Beispiel Reis, der mehr als 55 % der landwirtschaftlichen Nutzfläche besetzt, außerdem noch Kartoffeln, Mais und verschiedene Getreidesorten. 80 % der Exportgüter Nepals sind landwirtschaftliche Produkte.
Die für die Landwirtschaft nutzbare Fläche schwindet jedoch Jahr für Jahr aufgrund verschiedener äußerer Einflüsse wie des Monsun und des gleichzeitigen Kahlschlags der Wälder, die zusammen eine starke Erosion bewirken. Dennoch ist die Produktion noch nicht gefährdet, da es im Terai noch große ungenutzte oder nicht ganz ausgenutzte Flächen gibt.
Immerhin 17 % der Nepalesen sind in der Industrie beschäftigt und produzieren dort 22 % des Gesamteinkommens. Die industriellen Bedingungen sind in Nepal insbesondere aufgrund der schlechten Infrastruktur und der hohen Gefahr von Naturkatastrophen denkbar schlecht; außerdem befinden sich politische Reformen zur Unterstützung von Investoren gerade erst in der Anfangsphase. Zu diesen Reformen zählt zum Beispiel die Senkung der Steuern für Industrieunternehmen.
Lediglich 3 % der Einwohner arbeiten im Dienstleistungssektor, verdienen dort aber immerhin 37 % des Bruttoinlandsprodukts. Die Gründe für die wenigen Arbeitsplätze in diesem Bereich sind der schlecht ausgebildete tertiäre Sektor und die nur in geringem Umfang vorhandenen Devisen.
Mit 50 Millionen Euro bringt der Tourismus etwa 30 % der Gesamtdevisen. Jedes Jahr reisen etwa 300.000 Menschen nach Nepal. Viele Sherpas verdienen ein gutes Gehalt durch Touristenführungen in den Bergen. Der zweitstärkste Devisenbringer ist mit 25 Millionen Euro der Export von tibetischen Teppichen, der durch die UNO und Swiss Aid gefördert wird. Ein nicht geringer Teil kommt auch aus der Entwicklungshilfe durch andere Staaten.
Von den über 28 Millionen Nepalesen leben fast 40 % unterhalb der Armutsgrenze, das durchschnittliche Monatseinkommen beträgt 18 Euro. Das Wachstum des Bruttosozialprodukts liegt mit 2,6 % pro Jahr nur wenig unterhalb des sehr hohen Bevölkerungswachstums, die Inflationsrate beträgt 11 %. Die Bevölkerungsdichte schwankt zwischen 25 Einwohnern pro Quadratkilometer im Hochgebirge und 1500 Einwohnern pro Quadratkilometer in Kathmandu. Lediglich 3 Prozent der Bevölkerung waren im Jahr 2017 arbeitslos. Allerdings sind die meisten Arbeitsplätze im informellen Sektor und die Unterbeschäftigungsquote ist sehr hoch.
Seit 1989 besteht die General Federation of Nepalese Trade Unions.

### Staatshaushalt
Der Staatshaushalt umfasste im Fiskaljahr 2016 Ausgaben von umgerechnet 5,45 Mrd. US-Dollar, dem standen Einnahmen von umgerechnet 4,84 Mrd. US-Dollar gegenüber. Daraus ergibt sich ein Haushaltsdefizit in Höhe von 2,8 % des BIP.

Die Staatsverschuldung betrug 2016 27,2 % des BIP.
2020 betrug der Anteil der Staatsausgaben (in % des BIP) für:
- Gesundheit 5,2 %,
- Bildung 4,2 %
- Militär 1,0 %. (2023)

## Infrastruktur

### Luftverkehr

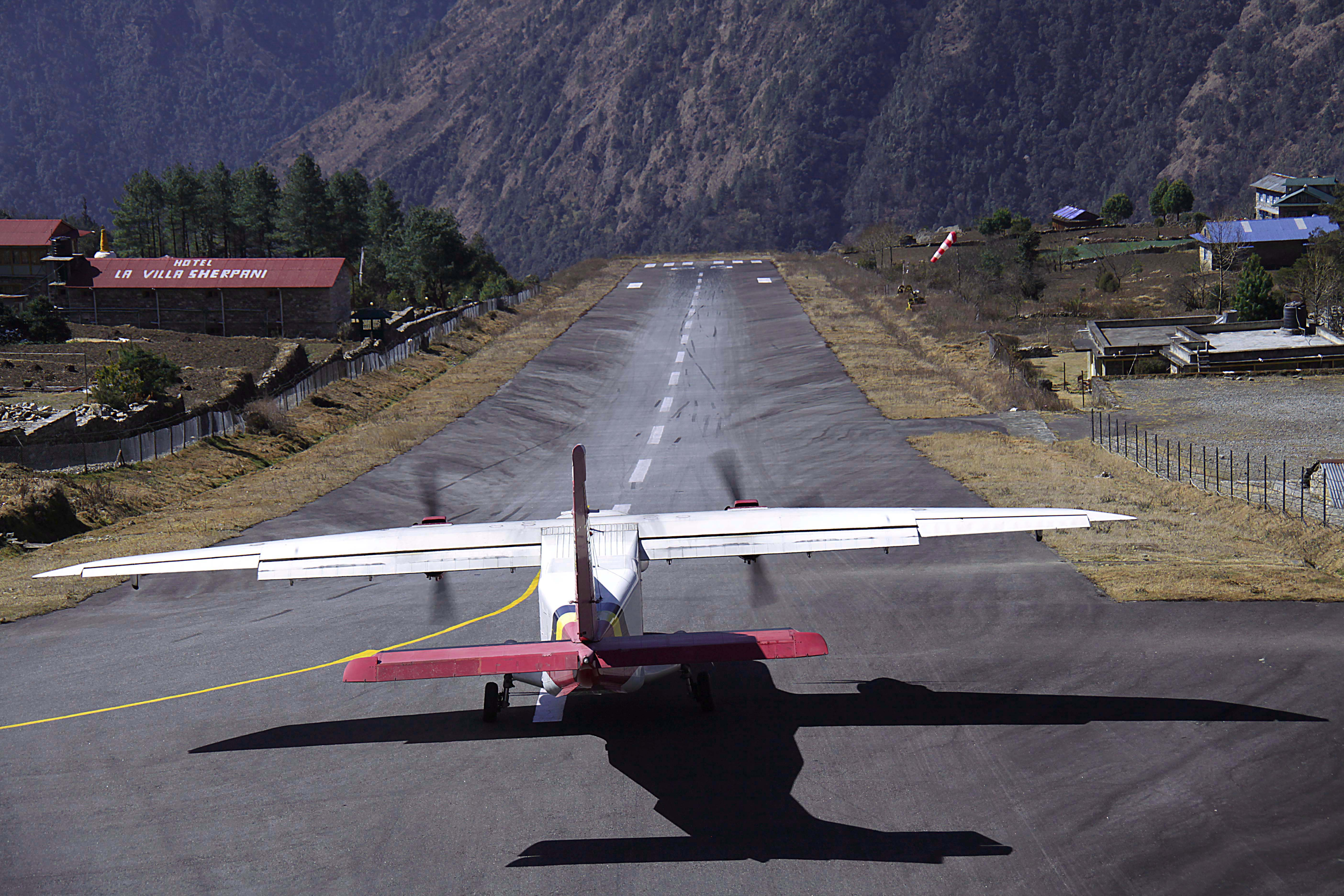
Der Altiport in Lukla

Nepal verfügt über 3 internationale Flughäfen. Der erste ist der Flughafen Kathmandu, der seit Jahren überlastet ist. Der zweite Flughafen ist der Gautam Buddha International Airport, der am 28. April 2022 für den nationalen und am 16. Mai für den internationalen Flugverkehr geöffnet wurde.
Am 1. Januar 2023 wurde der internationale Flughafen von Pokhara für den nationalen Flugverkehr geöffnet, die Planung für die Öffnung gegenüber dem internationalen Flugverkehr steht noch aus (Stand 15. Januar 2023).
Es gibt über 40 regionale Flugplätze. Hierzu gehören auch die sog. STOL-Flugplätze (short take off and landing) mit ihren kurzen Landebahnen.
Im Sommer 2013 ordnete die Europäische Kommission durch Verordnung ein Betriebsverbot in der Europäischen Union für sämtliche in Nepal registrierten Fluggesellschaften an, das bis heute wirksam ist (Stand 2021). Bei fortlaufender Prüfung hat die Civil Aviation Authority of Nepal (CAAN) der Kommission im Jahr 2020 nicht nachweisen können, dass sie hinreichend in der Lage ist, die einschlägigen Sicherheitsstandards anzuwenden und durchzusetzen.

### Eisenbahn
Die lange Zeit einzige Bahnstrecke Nepals von der indisch-nepalesischen Grenze bei Jaynagar/Khajuri bis nach Bijalpura wurde von 1937 bis 2014 von der Nepal Railways Corporation in 762 mm Schmalspur betrieben und war etwa 59 Kilometer lang. Nepal und Indien hatten 2014 beschlossen, die Strecke bis Janakpur als Zweigbahn von Indian Railways in 1676 mm Spurweite neu aufzubauen und sie langfristig bis Bardibas zu verlängern.
Nepal stieß zwischen 2010 und 2014 Planungen für den Neubau einer Ost-West-Verbindung, der Mechi-Mahakali-Bahn, an. Erste Bauabschnitte befinden sich bereits in der Bauphase. Die Nepal Government Railway verkehrte von 1927 bis 1965 von Amlekhganj nach Raxaul in Indien. Im Frühsommer 2019 gewährte China der Nepalesischen Regierung einen Kredit im Volumen von 18 Millionen US-Dollar für Pläne zur Anbindung des Landes an das chinesische Schienennetz über Tibet.

### Straße
Auf Grund der Landschaftsstruktur besitzt Nepal ein nur wenig ausgebautes Straßennetz. Das gesamte Land verfügt nur über etwa 10.000 km asphaltierte sowie rund 7.100 km nicht asphaltierte Straßen (Stand 2007). Die wichtigste Ost-West-Verbindung ist zugleich Teil des Asian Highway 2; die einzige Straßenverbindung nach China ist der Araniko Highway, der von Kathmandu bis zur Brücke der sino-nepalesischen Freundschaft führt. In Nepal gilt Linksverkehr.
In den 2020er-Jahren stieg in Nepal der Anteil von Elektroautos deutlich an. Als Hauptgrund hierfür gilt die Nepal-Blockade durch Indien im Jahr 2015, in deren Folge Öl-Importe deutlich reduziert wurden. Deshalb wurde die Wasserkrafterzeugung im Land deutlich ausgebaut. Weiter wurden die Einfuhrzölle auf Fahrzeuge mit Verbrennungsmotor deutlich angehoben sowie die für elektrisch angetriebene Fahrzeuge gesenkt. Außerdem wurde der Ausbau der Ladeinfrastruktur vorangetrieben. Mit diesen Maßnahmen stieg die Anzahl von Elektrofahrzeugen im Land von 250 im Jahr 2020 auf über 13.000 im Jahr 2024. Mit einem Elektroauto-Anteil von 76 Prozent belegte Nepal im Jahr 2025 nach Norwegen und Singapur weltweit den dritten Rang.

### Fußweg
Wichtigstes Fortbewegungsmittel sind die eigenen Füße. Ein riesiges Netz an Wegen durchzieht das Land. Flüsse und Schluchten werden auf Hängebrücken überquert. Im Rahmen eines von der Schweiz geförderten Programms wurden insgesamt über 5000 Drahtseil-Hängebrücken gebaut, die längste ist die 1453 m lange Dodhara Chandani Bridge.
Der Transport von Gütern erfolgt auch heute noch überwiegend durch Träger, die auf schmalen Saumpfaden hohe Pässe überwinden. Doch es wird immer schwieriger, Träger zu finden, weil viele junge Männer entweder in die Städte ziehen oder ins Ausland abwandern.

## Musik

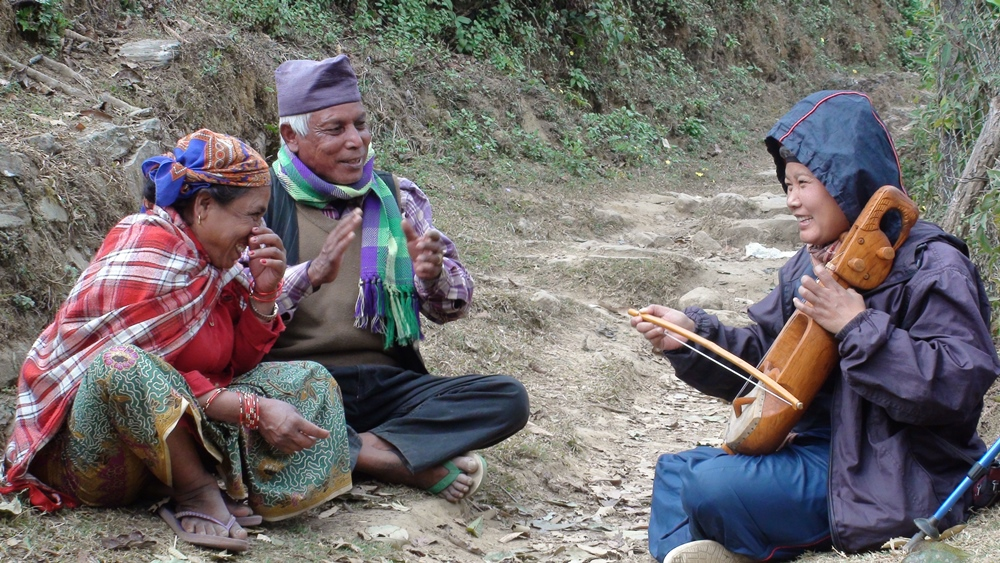
Minu Waiba, eine der wenigen Sarangi-Spielerinnen Nepals

Musik und Tanz sind fast überall verbreitet und werden häufig bei spontanen abendlichen Treffen vorgetragen. Kinder lernen die Unterhaltungslieder durch Nachahmung und üben schon in jungen Jahren die Musik der Erwachsenen. Bei Festen wird religiöse und zeremonielle Musik von professionellen Ensembles in einem formellen Rahmen aufgeführt. Dennoch gibt es nur ansatzweise eine landesweite Musikkultur. Jede der zahlreichen ethnischen Gruppen pflegt eigene musikalische Formen, die mit bestimmten gesellschaftlichen Anlässen in Verbindung stehen. Außerdem ist das Spiel auf einer großen Zahl von Musikinstrumenten speziellen Musikerkasten vorbehalten, die für andere Kasten bei religiösen Zeremonien (nach hinduistischen, buddhistischen und naturreligiösen Praktiken zu unterscheiden), jahreszeitlichen Festen (etwa zur Zeit der Reisauspflanzung) und Übergangsfeiern (wie Hochzeiten) tätig werden. Überdies ergibt sich durch die topografische Isolation der Bergregionen eine äußerst große Bandbreite traditioneller musikalischer Formen. Erst durch die 1951 aufgenommenen Übertragungen des staatlichen Rundfunks mit seinen nationalistischen Bestrebungen, den ersten Schallplattenaufnahmen in den 1960er Jahren und durch die Verbreitung von Musik mittels Kassetten ab 1980 begann sich die Musik in den ländlichen Regionen zu verändern. Eine grobe Orientierung folgt den drei großen ethnischen Gruppen: den die größte Bevölkerungsgruppe bildenden Indo-Nepalesen (Nepali-Muttersprachlern), den Newar als den historischen Bewohnern des Kathmandutals und den Tibeto-Nepalesen (wie Sherpas und Gurung). Die Musik etlicher kleinerer Ethnien und Völker ist noch nicht oder wenig erforscht.

### Höfische Musik
Aus der ältesten Steininschrift zur Musik vom Anfang des 7. Jahrhunderts, die im Kathmandutal gefunden wurde, geht hervor, dass es ein Ensemble mit einem Schneckenhorn und anderen Ritualinstrumenten, möglicherweise mit Trommeln, gab. Einen wesentlichen Einfluss auf die nepalesische Kultur hatte die Einwanderung hinduistischer und buddhistischer Flüchtlinge aus Nordindien im 12. und 13. Jahrhundert als Folge der muslimischen Eroberungen von den Ghuriden bis zur Gründung des Sultanats von Delhi. Unter den seit dieser Zeit bis ins 18. Jahrhundert regierenden Königen der Malla-Dynastie erlebte das Kathmandutal eine kulturelle Blüte, die Dichtkunst, Tanz und höfische Musik einschloss. Schriftquellen aus dem 17. und 18. Jahrhundert belegen, dass an den Herrscherhäusern der Malla die indische Musiktheorie (Sanskrit sangitashastra) bekannt war. Eines der frühesten Palmblattmanuskripte des Natyashastra (um die Zeitenwende entstandenes Werk zur altindischen Musiktheorie) blieb in Kathmandu erhalten, auch die im 13. Jahrhundert verfasste Musiktheorie Sangitaratnakara war im Kathmandutal bekannt.
Unter König Mahindrasimha Malla (reg. 1717–1722) kamen muslimische Musiker aus Indien und führten die nordindische klassische Musik ein, die nachfolgend besonders während der von 1846 bis 1951 regierenden Rana-Dynastie der Unterhaltung am Hofe diente. Der von 1885 bis 1901 regierende Bir Shumsher Jang Bahadur Rana förderte am stärksten die klassische nordindische Musik, indem er zahlreiche Musiker aus den bekannten nordindischen Gharanas (Musiktraditionen) einlud. Nach 1951 fiel die staatliche und sonstige Förderung für die klassische indische Musik weg, die heute nur noch wenigen professionellen Musikern ein Auskommen bietet.

### Newar

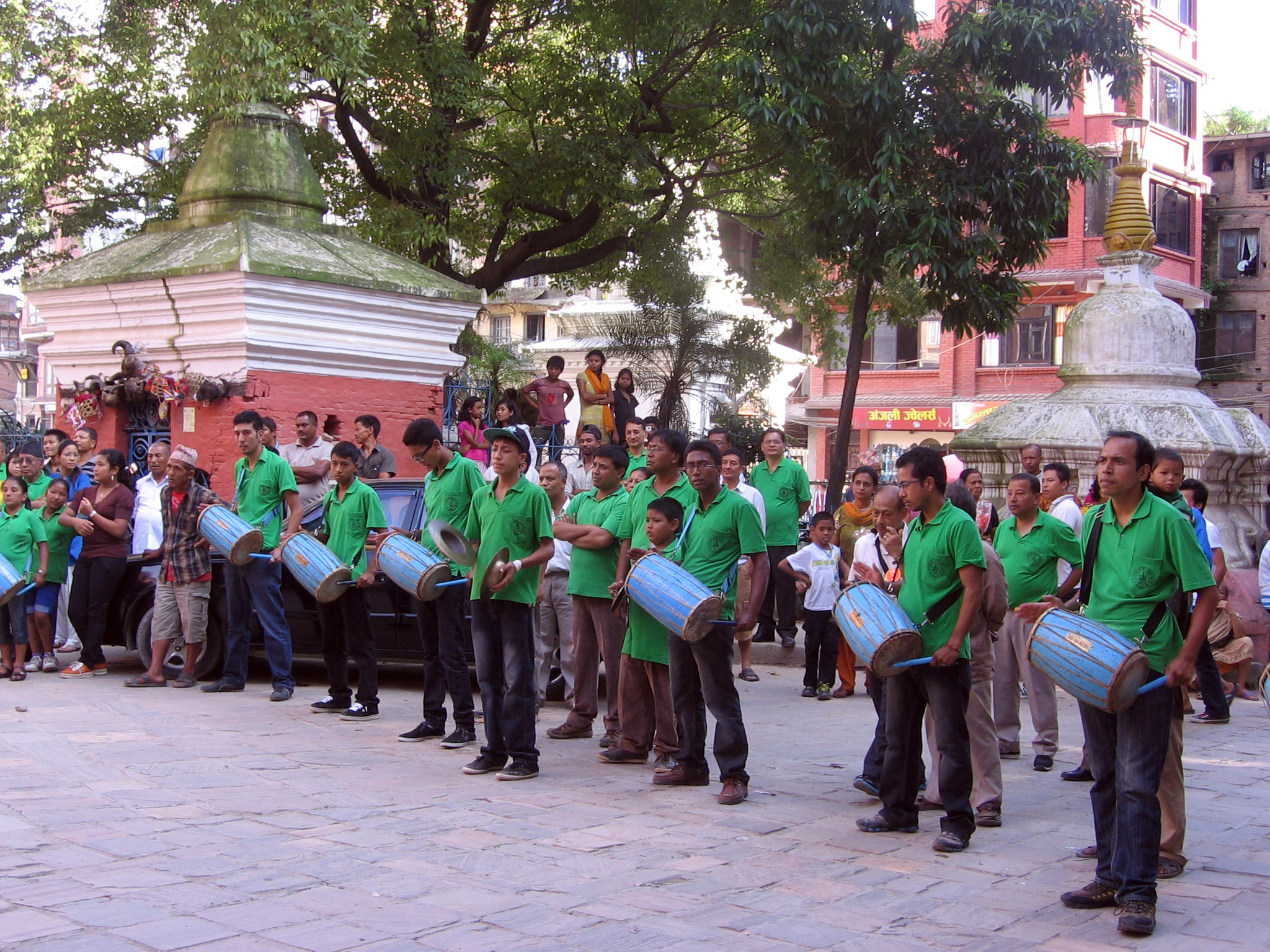
Gunla bajan, buddhistische Musik der Newar mit der Fasstrommel dhaa in Kathmandu im Monat gunla des nepalischen Lunarkalenders (August)

Die besonders von indischen Einflüssen geprägte Musik der Newar ist äußerst komplex, da spezielle Musikerkasten eigene musikalische Formen praktizieren, die den vielen rituellen Anlässen zugeordnet sind. Eine bis in vorislamische Zeit zurückreichende Tradition des tantrisch-buddhistischen Ritualgesangs, den die buddhistischen Priester der Newar praktizieren, ist der carya (Newari caca). Dieser nur in den für Mitglieder zugänglichen Schreinen (agamche) praktizierte Gruppengesang ist musikalisch mit dem altehrwürdigen Dhrupad-Stil der klassischen indischen Musik verbunden und soll magische Kräfte hervorrufen.
Im buddhistischen Prozessionsmonat gunla (im August nach dem nepalischen Lunarkalender Nepal Sambat) gehen täglich Newar-Männer zu den buddhistischen Verehrungsorten, während sie von der devotionalen Musik gunla bajan (gulabaja) begleitet werden. Je nach Ensembletyp spielen Mitglieder der Schneiderkaste europäische Trompeten und Klarinetten oder die Kegeloboen mvali und die Blockflöten baeca. Im letztgenannten Fall gehören Männer der niedrigen Ölpresserkaste Manandhar zum Ensemble, die neun verschiedene Trommeln, Becken und Trompeten spielen. Bei buddhistischen Totenritualen soll das Büffelhorn neku den Kontakt mit den Verstorbenen herstellen und ihnen eine günstige Wiedergeburt ermöglichen. Die Schneider treten mit ihren Blasinstrumenten und in bunten Kostümen nach den Vorbildern indischer Hochzeitsbands auf.
An bedeutenden religiösen Feiertagen wird der carya-Gruppengesang mit einem Ensemble aus Trommeln (darunter der Doppelkonustrommel pashchima), Becken und fünf Paar Naturtrompeten (paytah, von Sanskrit pancatala) begleitet. Ähnliche Ensembles begleiten rituelle Tanztheateraufführungen mit Maskentänzern wie Mahakali pyakhan, Navadurga pyakhan in Bhaktapur, Devi pyakhan und Kha pyakhan (eine Version des Mahabharata).
Die Bauern der Newar pflegen den devotionalen Gruppengesang dapha, den sie meist mit der Fasstrommel lalakhin und in einem navabaja („neun Musikinstrumente“) genannten Ensemble mit neun verschiedenen Trommeln begleiten. Dapha stellt eine mit dem nordindischen marai kirtan verwandte emphatische Form der musikalischen Verehrung des Musikgottes Nasahdyah und anderer hinduistischer Götter dar. Die von der höfischen Kultur der Malla-Könige überlieferte Tradition wird vor allem in Bhaktapur gepflegt.

### Nepali sprechende Musikerkasten
Die Damai sind eine von zwei sozial niedrigstehenden, zu den „Unberührbaren“ zählenden Musikerkasten, die in den mittleren Höhenlagen vorwiegend in Zentralnepal leben und Nepali sprechen. Sie sind auch Schneider, aber besonders als Musiker gefragt, die bei religiösen Festen und privaten Familienfeiern wie Hochzeiten auftreten. Das hierfür gebrauchte Ensemble heißt panche baja („fünf Musikinstrumente“) und besteht im Kern aus der Kesseltrommel damaha, von der die Damai ihren Namen haben, der kleinen Kesseltrommel tyamko, der Röhrentrommel dholaki (der indischen dholak und dholki entsprechend), der halbkreisförmig gebogenen Naturtrompete narsinga, der Kegeloboe sahanai (namensverwandt mit der indischen shehnai) und den Handzimbeln jhyali. Weitere Blasinstrumente, darunter die Langtrompete karnal können das Ensemble verstärken. Dieser Ensembletyp, der auch in Indien in der zeremoniellen Musik vorkommt, war ursprünglich ein Militärorchester um das Kesseltrommelpaar naqqara und gelangte mit den islamischen Eroberungen im Mittelalter aus dem arabisch-persischen Raum nach Südasien. Die vom Namen des persischen Kesseltrommelpaars abgeleiteten und einzeln oder paarweise verwendeten großen nagara dürfen ausschließlich Damai-Musiker bei hinduistischen Tempelfesten schlagen.
Die andere „unberührbare“ Musikerkaste sind die Gaine, die als Balladensänger und Bettler durch Zentral- und Westnepal wandern. In dieser Eigenschaft sind sie seit Ende des 17. Jahrhunderts schriftlich belegt. Nach den himmlischen Musikern werden sie auch Gandharva genannt. Sie singen heroische Lieder (karkha), preisen Könige und Götter und unterhalten mit Liedern über Alltagsbegebenheiten. Dabei begleiten sie sich auf der viersaitigen Streichlaute sarangi, die nur so heißt wie die nordindische sarangi, deren Form aber mehr der sarinda entspricht. Die wandernden Gaine-Musiker, unter denen sich auch einige Frauen befinden, stammen wohl ursprünglich aus Indien. In Volksliedern (lok git) sorgt die zweifellige Zylindertrommel madal (namensverwandt mit der maddale) für den Rhythmus. Die alte Gaine-Zupflaute arbajo ist nur noch selten zu hören.

### Tibetobirmanisch sprechende Musiker
Die in den Bergen Zentralnepals lebenden Gurung unterscheiden bei ihrer traditionellen Musik die zahlreichere Gruppe der fröhlichen Lieder (sabahim) von den traurigen Liedern (Musik für die Toten, bibhim). Der Chorgesang von Männern und Jugendlichen wird von der Trommel madal begleitet. Für Hochzeit laden die Gurung ein panche-baja-Ensemble der Damai ein. Zu den älteren Genres der Gurung-Musik gehören die Tanzstile ghantu und sorathi, die einen schamanischen Kern haben. Mädchen tanzen traditionell den Ritualtanz ghantu (ghamtu) bei einem religiösen Jahresfest zur Freude der Götter, wobei sie während des Tanzes von den angerufenen Geistwesen besessen werden und auch manche Zuschauer in einen Zustand der Trance geraten, weil sie die Anwesenheit der Götter spüren. Dazu singt – von madal begleitet – ein Männerchor, der die 100 Szenen umfassende mythische Geschichte von König Parashuram und seiner Gemahlin Ambarawati vorträgt. Touristisch abgewandelte Versionen des ghantu-Tanzes werden heute bei Kulturveranstaltungen aufgeführt. Der Tanz sorathi behandelt ebenfalls eine alte Legende der Gurung und wird von der Röhrentrommel madal begleitet. Er hat sich von einem ursprünglichen Ritual zu einem in ganz Nepal bekannten Volkstanz entwickelt. Dies fügt sich in die staatlichen Bestrebungen, die kulturellen Traditionen der nepalischen Ethnien dem Hinduismus anzugleichen.
Bei einem Todesfall tanzen die Gurung-Männer vor der Leichenverbrennung im Haus des Verstorbenen den magischen serga-Tanz. Dazu werden Zylindertrommeln und das Beckenpaar jhyali geschlagen. Schamanen tragen einen heiligen Text vor, um die Geister von der Seele des Toten fernzuhalten. Bei einem weiteren, tibetisch-buddhistischen Ritual, mit dem der Seele eine glückliche Rückkehr gesichert werden soll, setzt ein Lama tibetische Instrumente ein: das Paarbecken rol-mo, die Stielhandglocke drilbu, die Klappertrommel tindar (damaru) und die Knochentrompete kangling.
Die Rituale von nepalischen Heilern und Schamanen (Nepali jhankri) finden in mehreren Monaten an jeweils anderen Schreinen statt, die bevorzugt Mahadeva (Beiname des Gottes Shiva) gewidmet sind. Sie werden meistens von einer Rahmentrommel begleitet. Im Osten und Zentrum des Landes kommt hierfür die zweifellige Stieltrommel dhyangro zum Einsatz. Wesentlich seltener ist eine kleinere einfellige Rahmentrommel (regional nah, rnga, re oder ring), die etwa bei den Gurung von magischen Heilern (pucu) geschlagen wird.
Die Kiranti im Osten Nepals und in angrenzenden Regionen verwenden zur Begleitung von Liedern die zweisaitige Bambusröhrenzither yalambar, die zu den ältesten Typen von Saiteninstrumenten gehört. Ähnlich alt wird die zu den einfachsten Lauteninstrumenten gehörende einsaitige Spießgeige urni eingeschätzt, deren Resonanzkörper aus einer halbierten Kokosnuss besteht und die von den Dhimal im Terai zur Begleitung religiöser Lieder gespielt wird. Varianten dieser Spießgeige sind auch von anderen Ethnien bekannt. Zahlreiche, teilweise seltene oder bereits verschwundene Musikinstrumente werden in Kathmandu im 1995 gegründeten Music Museum of Nepal ausgestellt.

### Popmusik und Jazz

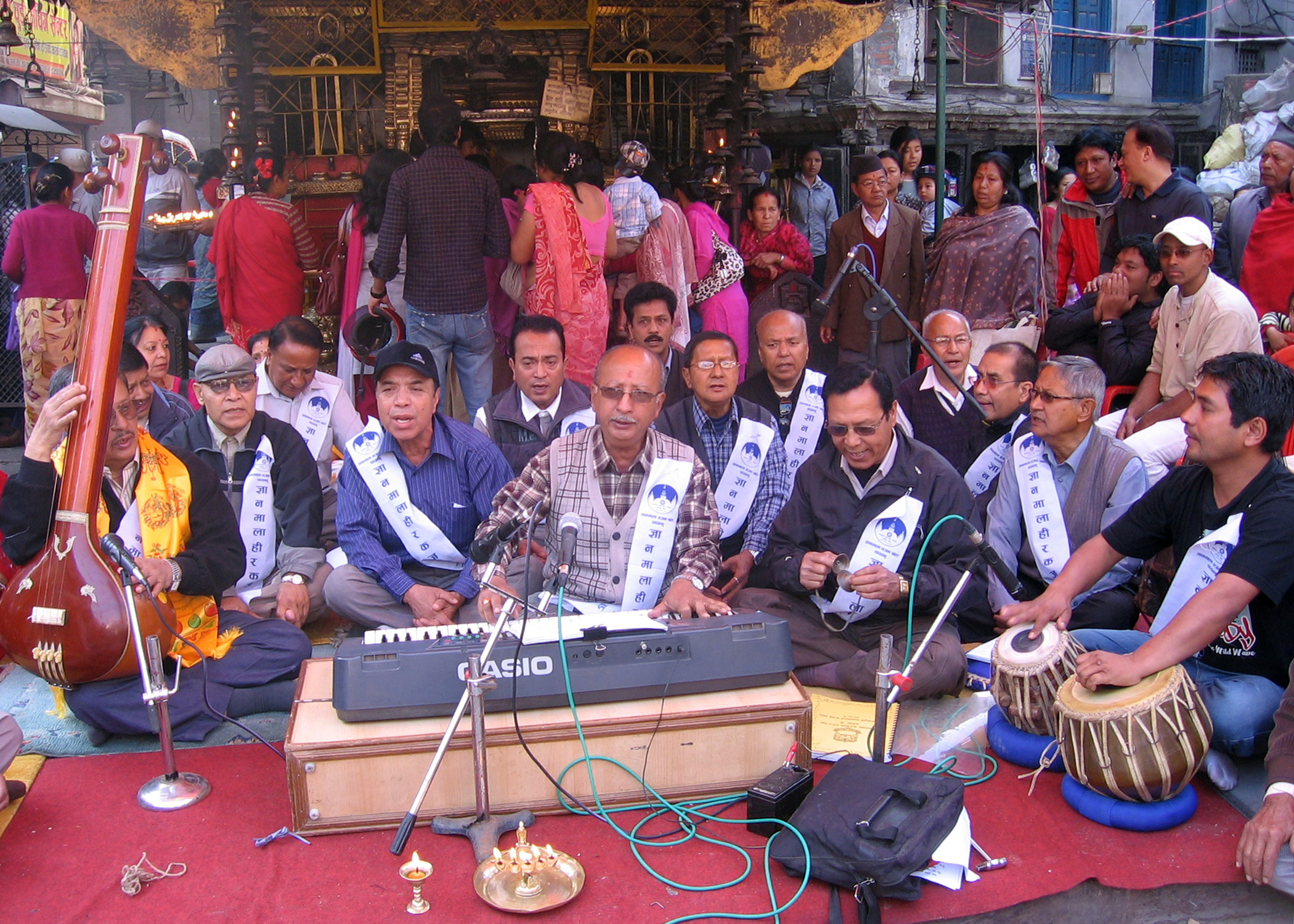
Mitglieder der Vereinigung Gyanmala Bhajan Khala singen religiöse Lieder (bhajan) am Asan Tol, einem zentralen Platz in Kathmandu. Das indische Harmonium des Leiters ist durch ein Keyboard ersetzt. Links tanpura, rechts tabla.

In den 1950er Jahren erstmals aufgezeichnete Volkslieder (lok git) wurden anfangs durch Sänger wie Dharmaraj Thapa (1924–2014) und seit den 1960er Jahren durch Kumar Basnet (* 1943), dem „Elvis Presley Nepals“, popularisiert. Jhalak Man Gandarbha (1922–2003) sang Volkslieder seiner Gaine-Kaste.
Nepalische Volkslieder, verbunden mit Elementen aus klassischen indischen Ragas und westlichen Harmonien, bilden eine Gruppe „moderner Lieder“ (adhunik git), die ebenfalls in den 1950er Jahren eingeführt wurden. Die ersten Sänger waren Nati Kaji (1925–2003), Shiva Shankar (1932–2004) und Ambar Gurung (1937–2016). Im Stil der indischen „leichten Klassik“ sind die sich wiederholenden rhythmischen Muster, die von tabla oder madal gespielt werden. Zu den Melodieinstrumenten der „modernen Lieder“ gehören die nepalische Bambusflöte und sarangi, aus Indien sitar, santur und Harmonium sowie einige westliche Instrumente einschließlich Keyboards. Ein weiterer Popmusiksänger ist Purna Nepali (* 1954). 1974 AD ist eine 1994 in Kathmandu gegründete Rockband und die Gruppe Kutumba spielt eine Art Weltmusik mit nepalischen Instrumenten.
Pushkar Bahadur, ein nepalischer Trompeter, wanderte Anfang der 1940er Jahre nach Kalkutta aus, wo er unter dem Namen George Banks westlichen Jazz in einer europäischen Band spielte. Sein Sohn Dambar Bahardur wurde als Louis Banks einer der Begründer des indischen Jazz. In den 1960er Jahren spielten beide als professionelle Musiker Jazz in Kathmandu, bevor Louis Banks 1971 nach Kalkutta zurückkehrte und dort eine eigene Band gründete.
Seit 2002 findet in Kathmandu jedes Jahr das Jazzfestival Jazzmandu statt, bei dem internationale Gruppen das in Nepal wenig bekannte Genre mit nepalischen Volksmusiktraditionen verbinden wollen.

## Sport

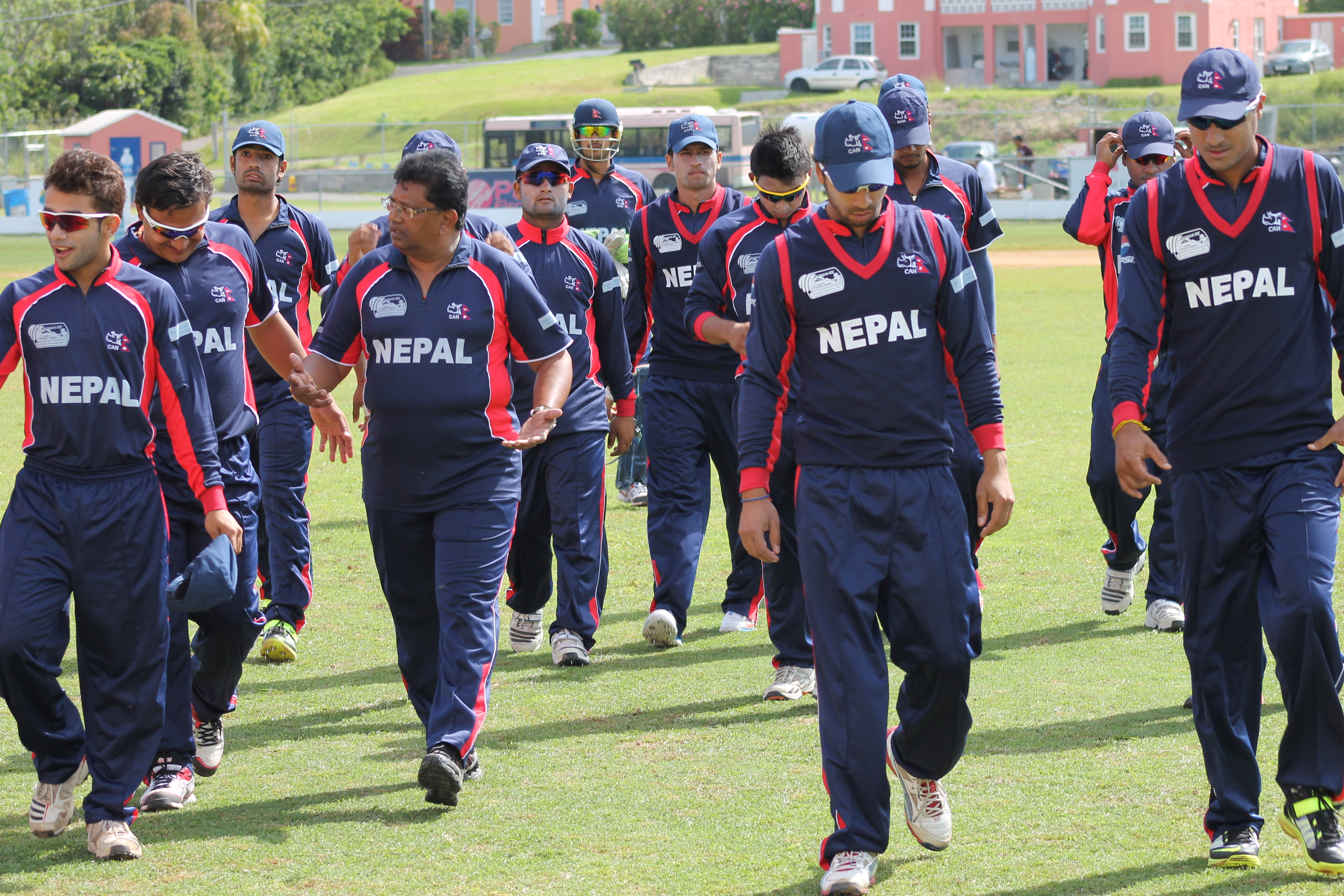
Nepals Cricket-Nationalmannschaft bei der World Cricket League Div. 3 in Bermuda, 2013

Fußball gilt als beliebteste Sportart in Nepal, gefolgt vom Cricket. Volleyball ist Nepals offizieller Nationalsport.
Das nepalesische Cricket erfuhr in den letzten Jahren ein starkes Wachstum – vor allem dank der geografischen Nähe und des Einflusses der südasiatischen Cricketnationen – und genießt internationale Anerkennung. Am 28. Juni 2014 vergab der International Cricket Council T20I-Status an die nepalesische Cricket-Nationalmannschaft und am 15. März 2018 ODI-Status. Nepal gelang es noch nicht, sich für einen Cricket World Cup zu qualifizieren; bei der World Twenty20 2014 und der T20 World Cup 2024 schied es jeweils in der Vorrunde wieder aus. In Gegensatz zu vielen anderen kleineren cricketspielenden Ländern, bei denen die Nationalmannschaften großteils aus ausländischen Cricketspielern bestehen, bietet Nepals Nationalmannschaft überwiegend einheimische Spieler auf, die das Cricketspielen daheim gelernt haben.
Nepals Fußballnationalmannschaft gelang es bisher nicht, sich für eine Fußball-Weltmeisterschaft zu qualifizieren. 2015 gewann Nepal mit der SAFF U-18 Championship sein erstes internationales Turnier und 2017 gelang ihnen die Titelverteidigung. 2016 gewann Nepal außerdem den Bangabandhu Cup.
Basketball gewinnt in Nepal, insbesondere unter der jüngeren Bevölkerung, zunehmend an Beliebtheit. Trotz seiner vergleichsweise kurzen Geschichte hat der Sport in den letzten Jahren stark an Popularität gewonnen. Die nepalesische Basketballnationalmannschaft hat an internationalen Turnieren wie den Südasienspielen und der SABA Championship teilgenommen. Ursprünglich wurde Basketball in den 1940er Jahren durch amerikanische Peace Corps-Freiwillige in Nepal eingeführt. Erst in den 1970er und 1980er Jahren begann der Sport, im Land breitere Anerkennung zu finden.